# Alexandru cel Mare
Alexandru cel Mare (în greacă Μέγας Αλέξανδρος, Megas Alexandros, n. 20 iulie 356 î.Hr., Pella, Macedonia Antică – d. 10 iunie 323 î.Hr., Babilon, Macedonian Empire⁠(d)), cunoscut și sub numele de Alexandru Macedon, Alexandru al III-lea al Macedoniei  sau Alexandros III Philippou Makedonon, rege al Macedoniei (336 î.Hr.-323 î.Hr.), a fost unul dintre primii mari strategi și conducători militari din istorie. Cuceririle sale spectaculoase i-au făcut pe macedoneni stăpâni ai Orientului Apropiat. La moartea sa, la vârsta de 32 de ani, Alexandru era stăpânul celui mai mare imperiu cucerit vreodată. Alexandru cel Mare a contribuit substanțial la răspândirea civilizației elenistice în întreaga lume.

## Copilăria

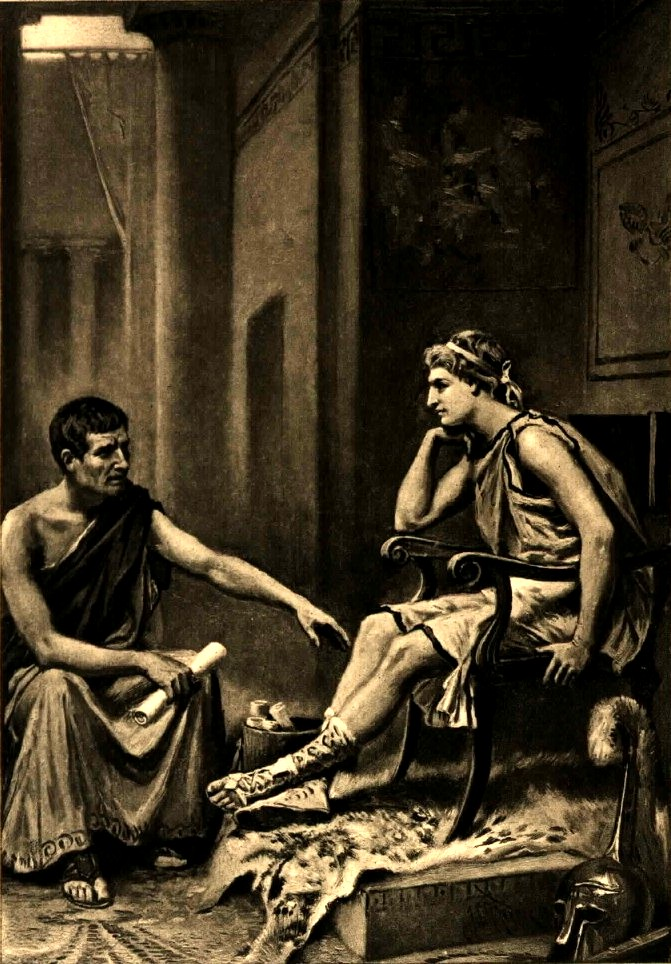
Aristotel și Alexandru de J L G Ferris 1895

Fiul regelui Filip al II-lea al Macedoniei și al reginei Olimpia s-a născut în anul 356 î.Hr., chiar în aceeași noapte când Templul lui Artemis din Efes a fost incendiat. Tatăl său, care avea multe femei și care își neglija nevasta, i-a oferit fiului său, de-a lungul copilăriei, o educație spartană, fiind foarte sever. Se spune că l-a aruncat în mijlocul unui grup de lei. Zilnic, Alexandru se antrena din greu să lupte și să comande soldați, îndeplinind îndatoriri militare stricte. Datorită acestui mod de viață, a deprins tradițiile militare, dezvoltându-și o constituție robustă.
Mama lui Alexandru, Olimpia, nu era de origine macedoneană, ci era o grecoaică din Epir. După istorici, ea a fost o femeie aprigă, extrem de neconvențională, cu ambiții dinastice foarte puternice și cu interese oculte, crezând în „viața viitoare” și farmece. Soțul ei, regele Filip, a luat-o în căsătorie când ea avea 20 de ani, iar el 28. Dar, foarte curând, după conceperea lui Alexandru, el a început să se sperie de propria lui soție, pe care a surprins-o odată dormind cu șerpi în pat.
Oracolul i-a prezis lui Filip că ochiul cu care s-a uitat prin gaura cheii ca să-și vadă pe ascuns nevasta îi va fi scos în viitor. Ceea ce s-a și întâmplat, în cursul unei lupte.
Când Alexandru a împlinit treisprezece ani, tatăl său, regele Filip al II-lea al Macedoniei, a decis că Alexandru avea nevoie de o educație superioară pe lângă educația spartană, și i-a căutat un tutore. Acesta a fost marele filozof al antichității, Aristotel, care s-a ocupat de educația tânărului Alexandru, dându-i acestuia vaste cunoștințe din domeniul filozofiei, astronomiei, matematicii, artei, biologiei, geografiei și politicii.

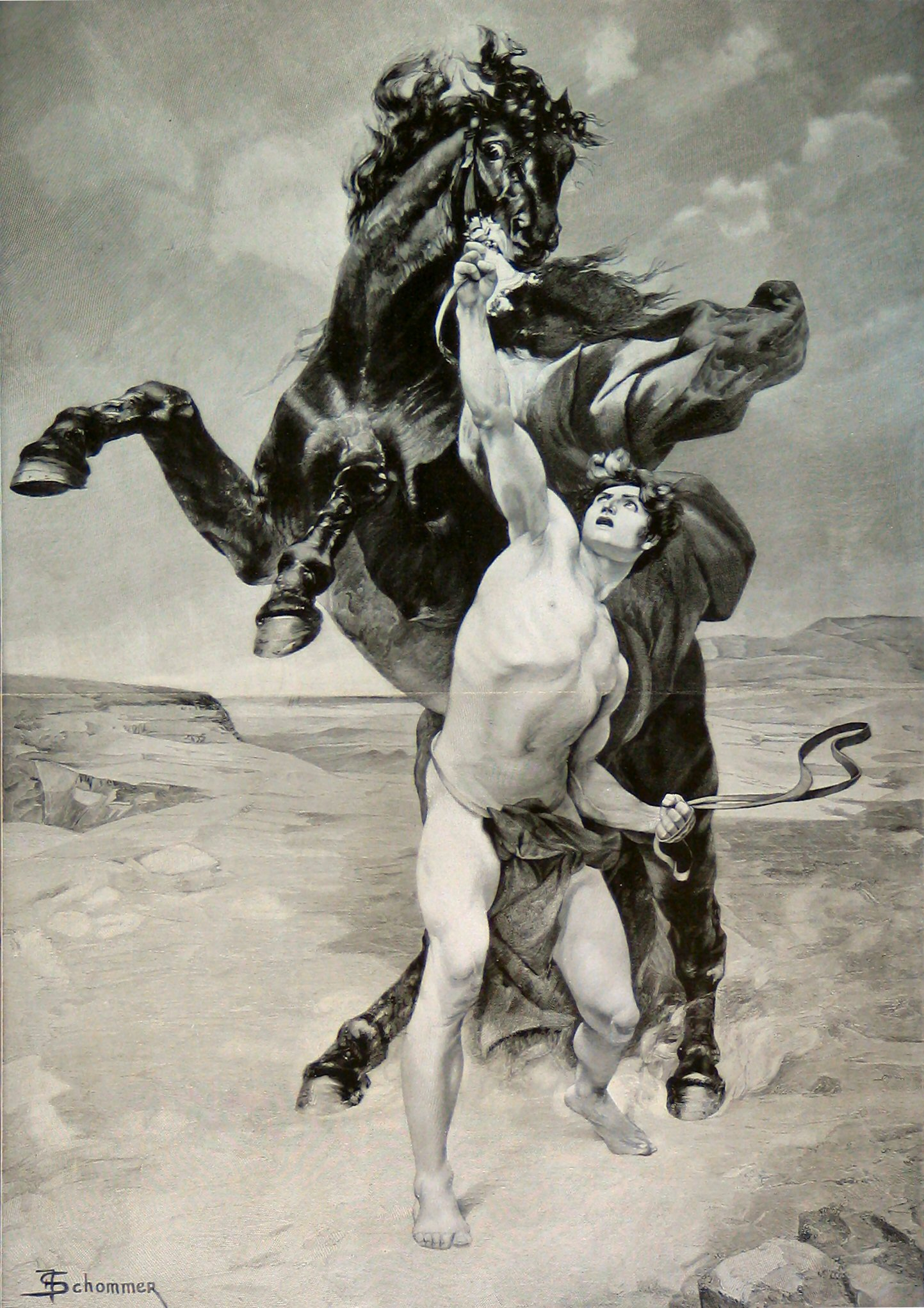
Alexandru și Bucefal

Se povestește că micul prinț a reușit să îmblânzească un armăsar cu coama neagră, de proveniență grecească, vândut regelui de către un comerciant, pe care nu l-au putut călări nici cei mai puternici generali din armata lui Filip și nici regele însuși. Alexandru a exclamat: „Ce cal pierd (ei, suita lui Filip). Și numai pentru că ei nu știu să se poarte cu un cal”. Alexandru i-a cerut voie tatălui său să tragă de frâiele calului și descoperise frica calului față de umbra sa. L-a întors cu fața spre soare și l-a putut încăleca. De atunci, acest armăsar a devenit calul lui Alexandru, pe care l-a numit Bucefal („cap de bou”). Filip, tatăl lui Alexandru l-a cumpărat în 343 î.Hr. pentru o sumă echivalentă acum cu 20.000 lire sterline, iar în acel moment era atât de sălbatic încât nimeni nu-l putea încăleca. Descris ca provenind din cea mai bună linie de creștere thesaliană, Bucefal avea roba neagră și o stea albă în frunte și era mai mare în comparație cu ceilalți contemporani ai săi. Un scriitor grec spunea că Bucefal avea un ochi albastru.
Conform istoricilor, Alexandru era un băiat deosebit, având o frumusețe aproape feminină, și fiind exact opusul tatălui său Filip, care era o „brută care bea de stingea și era dur cu toți cei din jurul său”. Alexandru avea trăsături delicate; toate reprezentările lui rămase până astăzi confirmă acest lucru.

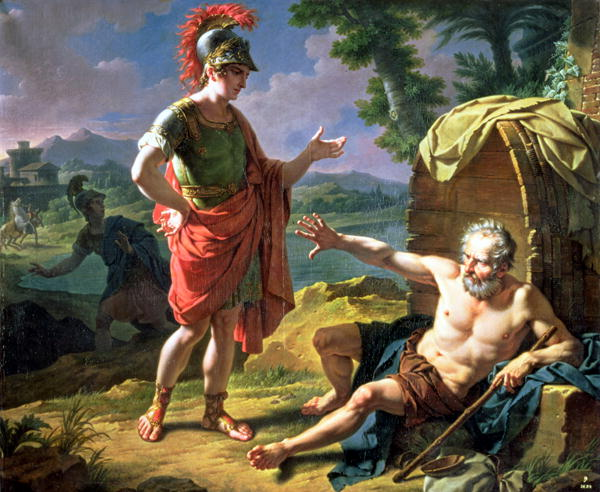
Monsiau - Alexandru și Diogene

## Epopeea alexandrină
Tânărul rege a început de foarte devreme să-și construiască, în mod conștient, imaginea de nou Ahile: frumusețea, îndrăzneala, inteligența eroului se regăseau în el peste secolele care îl despărțeau de Războiul Troian. Pentru a-și consolida puterea, Alexandru și-a construit o ascendență divină (dar neadevărată) și s-a dat drept urmaș după mamă al lui Heracle. În anul 334 î.Hr., după ce a trecut podul Heles la Troia, primul act politic întreprins de Alexandru cel Mare a fost ceremonia de la mormintele lui Ahile și Patrocle.
Mama lui, Olimpia, a corespondat cu fiul ei în mod regulat in timpul campaniilor și îi scria că tatăl său nu a fost Filip, ci Zeus.
Potrivit tradiției, Alexandru a fost prieten și cu filosoful Diogene din Sinope, cinicul. Vizitat de către Alexandru în „vila-butoi” unde locuia și întrebat: „Eu, Alexandru, împărat al lumii, ce pot să-ți dau?”, a dat un răspuns memorabil: „Nu poți tu să-mi dai ceea ce îmi iei: dă-te la o parte din lumina soarelui!” Plin de admirație, eroul ar fi zis: „Dacă n-aș fi fost Alexandru, adică un tânăr condamnat să cucerească lumea, aș fi vrut să fiu Diogene, un om liber”.

### Aspectul fizic

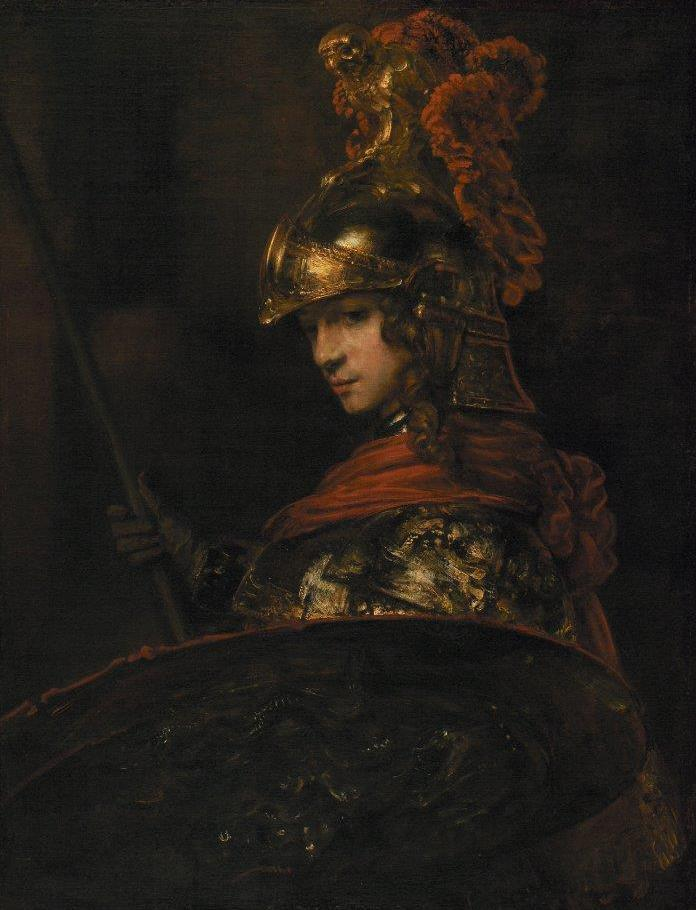
Portretul lui Alexandru, de Rembrandt.

În ceea ce privește aspectul lui Alexandru, mulți istorici au crezut, pe baza picturilor antice, sculpturi și documente, că el a fost foarte frumos. Mulți îl descriu că avea părul lung, blond, ajungând până la gât, un nas drept, o frunte proeminentă, bărbie scurtă, fără barbă și o privire intensă. „Buzele sale au fost caracteristice unui nobil, părul cârlionțat a crescut într-un vârf pe frunte, pielea lui era netedă și ușor colorată”. Este neclar, totuși, cât de înalt a fost de fapt, dar se pare că există un consens printre istorici că în realitate a fost destul de scund, dar bine proporționat. 
Alexandru avea o constituție robustă, un trup fizic bine dezvoltat (care atestă că era asemeni macedonenilor și grecilor). Trăsăturile sale faciale erau însă feminine.
Avea ochii mari, un nas neobișnuit de mare și alungit, păr cârlionțat, culoarea părului său era șaten deschis, iar pielea era de culoare măslinie. Nu era blond, iar părul său a fost inițial șaten, dar s-a albit în urma campaniilor militare care l-au epuizat, în cele din urmă devenind de culoarea coamei de leu. În ceea ce privește culoarea ochilor lui Alexandru, istoricul grec Arrian l-a descris ca fiind „un comandant puternic, frumos, cu un ochi căprui închis ca noaptea și unul albastru ca cerul”, din aceasta rezultând că ar fi suferit de heterocromie.
Alte surse spun că avea pielea incredibil de albă, plete extraordinar de bogate și de roșii, ochi de culori diferite, unul albastru și celălalt negru, o statură mai mică față de medie, care îl face să pară întotdeauna un copil, dinți ascuțiți, ca de șarpe; din trupul și din gura sa emana un parfum îmbătător.

### Personalitate
Conform lui Plutarh, Alexandru a avut un temperament violent și impulsiv, care, fără îndoială, a contribuit la unele dintre deciziile sale. Deși Alexandru a fost încăpățânat și nu a răspuns la toate comenzile primite de la tatăl său, el a fost deschis la dezbateri. El a avut și o latură mai calmă, perceptivă, logică și calculată. A avut o mare dorință de cunoaștere, o dragoste pentru filozofie, și a fost un cititor pasionat. Acest lucru a fost, fără îndoială, datorită tutelei lui Aristotel. Alexandru a fost inteligent și avea un ritm alert de învățare. Datorită inteligenței sale, și-ar fi dezvoltat capacitatea de-a comanda. El a avut o mare auto-reținere în „plăceri ale corpului”, în contrast cu lipsa lui de control de sine, și cu consumul de alcool. Alexandru a fost erudit și pasionat atât de arte și științe. Cu toate acestea, el a avut un interes scăzut în sport sau jocuri olimpice, spre deosebire de tatăl său. El a avut o mare carismă și o forță de personalitate, caracteristici care l-au făcut un mare lider.
Abilitățile sale unice au demonstrat incapacitatea generalilor săi să se unească și să mențină Imperiul după moartea lui - doar Alexandru a avut capacitatea de a face acest lucru.
În timpul ultimilor săi ani, mai ales după moartea lui Hephaestion, Alexandru a început să prezinte semne de megalomanie și paranoia. Realizările sale extraordinare, împreună cu propriul său sentiment inefabil al destinului și lingușirea tovarășilor săi, pot fi combinate cu iluziile sale de grandoare care sunt ușor vizibile în testamentul său, precum și dorința sa de a cuceri lumea.
El pare să fi crezut ca el însuși este un zeu, sau cel puțin a încercat să se divinizeze. Mama sa, Olimpia, întotdeauna a insistat că el a fost fiul lui Zeus, confirmat de oracolul lui Amun de la Siwa. El a început să se identifice ca fiu al lui Zeus-Amon.
Alexandru a adoptat elemente ale tradiției persane, practici pe care macedonenii le-au respins. Cu toate acestea, Alexandru a fost un conducător pragmatic, care a înțeles dificultățile de a guverna asupra diferitelor popoare. Astfel, comportamentul său megaloman ar fi fost pur și simplu o încercare practică de a consolida statul său și de păstrare a imperiului întregit.
Alexandru Macedon era descris ca o persoană superstițioasă. De foarte multe ori, seara, organiza împreună cu generalii săi concursuri de rezistență la băut, presărate cu partide de homosexualitate. Istoricii spun că într-o noapte Prohamos, unul dintre supușii lui, a băut  trei litri de vin de stafide, foarte tare, și trei zile mai târziu a murit. Alexandru a vrut să depășească recordul și a băut patru litri. A două zi l-a cuprins o febră foarte puternică și la puțin timp a intrat în comă. La 28 iulie 323 î.Hr. a murit lăsând imperiul în „mâna celui mai bun” dintre generalii săi.

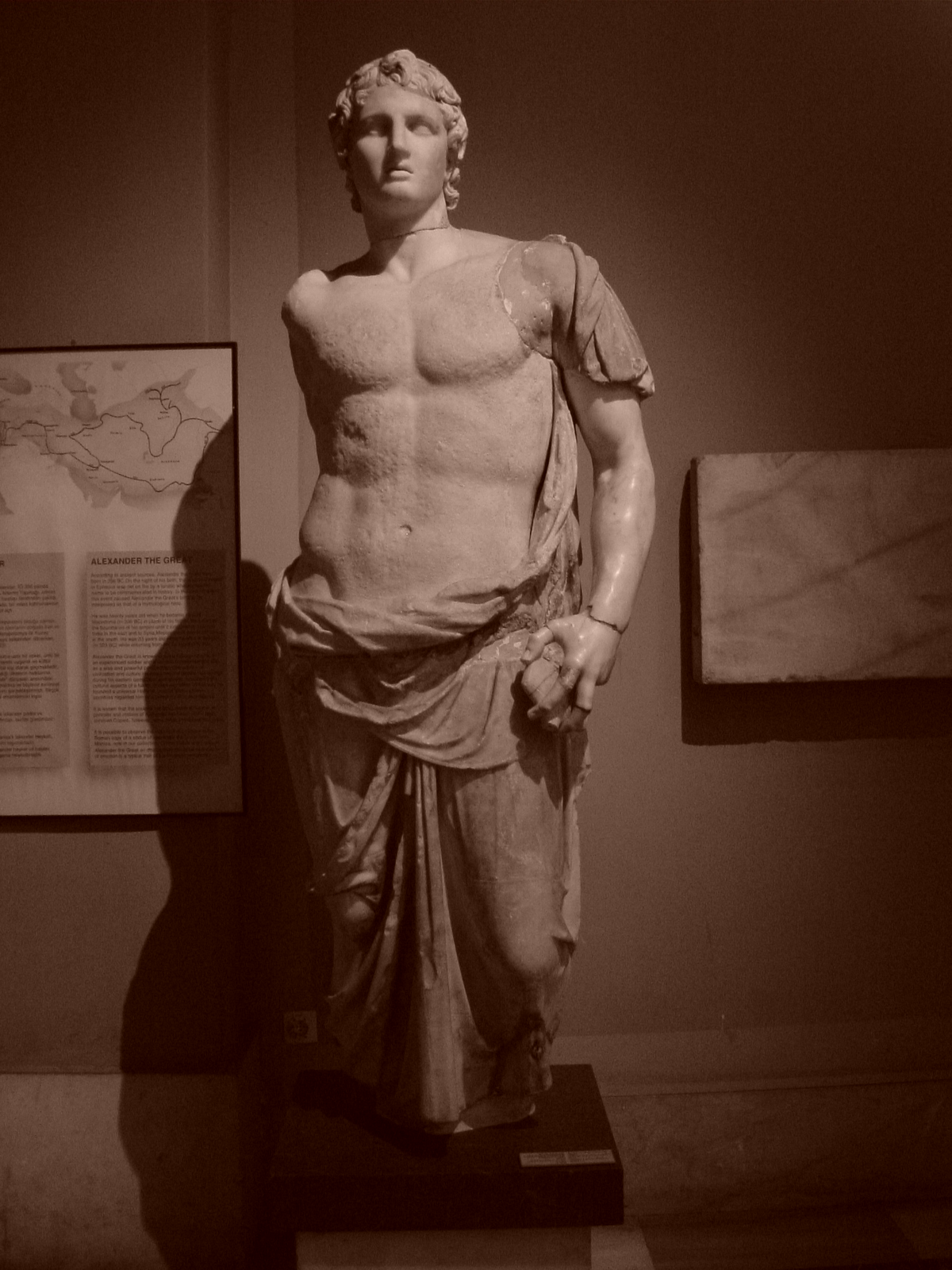
Statuie ce îl reprezintă pe regele macedonean

## Ascensiunea la tronul Macedoniei
În anul 340 î.Hr. regele Filip al II-lea i-a cerut fiului său, pe atunci în vârstă de 16 ani, să-l însoțească la asediul din Perinth (Perinthus, azi Marmaraereğlisi, Turcia), pentru a-l învăța arta și problemele războiului, ca și meseria de soldat. Apoi îl trimise în Macedonia; deținând funcția de regent, Alexandru are sarcina de a menține loialitatea poporului în aceste momente de cumpănă pentru rege. Înconjurat de consilieri experimentați precum Antipater, învață modul de funcționare a statului și se pregătește pentru a conduce o națiune.
Tânărul regent primește mai întâi la Pella, Macedonia, o solie a perșilor, care doreau să rezolve în mod pacifist problema coloniilor grecești din Perinth și Byzantion.
Când moesii, triburi de traci ce trăiau în valea superioară a râului Strimon (astăzi Struma, pe teritoriul actual al Bulgariei), se revoltă, Alexandru decide să pornească într-o expediție de pedepsire a răzvrătiților. Aceasta a luat sfârșit în anul 339 î.Hr., prin cucerirea și distrugerea principalului oraș al moesilor, prin vinderea ca sclavi a conducătorilor barbari și prin instalarea unei garnizoane într-un post colonial numit Alexandria sau Alexandropolis (undeva între orașele Strake Dimitrov și Sofia din Bulgaria de astăzi). Această expediție l-a transformat pe tânărul regent într-un războinic experimentat și un idol pentru oamenii săi.
Puțin mai târziu Alexandru îl întâlnește pe tatăl său în nord, pentru a-l escorta la revenirea din Sciția. Pe drumul de întoarcere, traversând ținuturile moesilor, coloana macedoneană cade într-o ambuscadă pusă la cale de clanurile nesupuse, iar calul lui Filip al II-lea piere răpus de o lance care îl va răni și pe rege. Alexandru sare în ajutorul tatălui său și îl salvează.
Întoarcerea la Pella este triumfală. Alexandru reprezintă acum noua speranță a poporului.
În anul 338 î.Hr. Alexandru ia parte la Bătălia de la Cheroneea, în care regele Filip al II-lea a învins alianța dintre Atena și Teba, instaurând astfel hegemonia regatului macedonean asupra întregii Grecii. Alexandru a comandat aripa stângă a armatei macedonene, având un rol hotărâtor în victoria finală.
În 337 î.Hr., Filip s-a căsătorit cu o femeie nobilă, Cleopatra, nepoata generalului Attalus și care și-a schimbat numele în Eurydice. Căsătoria a cauzat tensiuni mari între Filip, Olimpia și Alexander. Olimpia a plecat în exil în Epir, fiind considerată o „soție necredincioasă și barbară”, crezând în idealurile divine ale fiului ei ca fiind fiul lui Zeus. Aceasta a plecat împreună cu fiul ei, Alexandru, la fratele ei, Alexandru I al Epirului, care și el, la rândul lui, se certase cu tatăl său. Filip, care îl renegase pe Alexandru ca fiu și moștenitor, l-a numit în schimb moștenitor pe fiul lui Eurydice, căruia i-a pus numele primului rege al Macedoniei, Caranus.
Potrivit unei legende, în timpul nunții, Alexandru a intrat în conflict cu Attalus, tatăl lui Eurydice care i-a insultat „descendența”. Alexandru a sărit să-l ucidă pe Attalus, iar Filip a intervenit, însă s-a prăbușit, fiind beat. Alexandru s-a îndreptat spre mulțimea de invitați și le-a spus: „acest om are pretenția să cucerească Asia, dar nu poate nici să se mute de la un scaun la altul”.
De atunci, relația dintre Filip și Alexandru s-a răcit.
În anul 336 î.Hr., Filip a declarat "Război de pedepsire" Imperiului Persan și a trimis o armată în Asia Mică. A cimentat legăturile sale cu Alexandru I al Epirului, oferindu-i mâna fiicei lui Cleopatra, fapt care a condus la izolarea soției sale, Olimpia, care nu a mai putut conta pe sprijinul fratelui ei.
Dar în același an, când Alexandru se întoarse din exil, Filip al II-lea a fost asasinat la Aegae, într-un amfiteatru, de către Pausanias, căpitanul gărzii sale. Înainte să fie asasinat, chiar el a refuzat să fie însoțit de gardă la intrarea în amfiteatru.
Alexandru a fost proclamat rege al Macedoniei de către armata macedoneană și principalii nobili macedoneni. În acel moment avea vârsta de numai 20 de ani.
Se zvonește că asasinarea lui Filip a fost planificată de soția sa, Olimpia care avea interesul ca fiul ei, Alexandru să fie încoronat rege. Olimpia a ordonat mai târziu uciderea lui Eurydice și fiului ei nelegitim, născut după căsătoria lui Filip, în scopul de a asigura poziția lui Alexandru ca rege al Macedoniei.
După uciderea celor doi copii ai săi, Caranus și Europa, Eurydice a fost forțată de Olympia să se sinucidă, iar Attalus a fost executat.

## Reprimarea revoltelor din Grecia
Asasinarea surprinzătoare a lui Filip a lăsat Grecia în haos, iar alianța "Liga de la Corint" era amenințată. În Macedonia, Tracia, precum și în orașele grecești, ca Teba și Atena, au pornit revoltele.
Alexandru și-a ucis mai întâi oponenții cu ajutorul forțelor armate și fiind susținut de nobili. După ce a înăbușit revolta din Macedonia, a pornit în Tracia, cea mai nordică regiune a regatului macedonean. A reprimat revolta, însă revoltele din orașele grecești făceau ca Liga de la Corint să se afle în pragul destrămării.
Dar Alexandru, care beneficia de mai multe resurse, a recucerit Tracia și s-a îndreptat spre Teba, distrugând complet orașul, nu a arătat nicio milă în pedepsele date, i-au obligat pe locuitorii cetății să se predea și au fost vânduți ca sclavi.
Soldații macedoneni erau liberi să jefuiască toate comorile orașului. De aici s-a născut legenda Timocleei, o femeie din Teba care a aruncat un soldat macedonean într-o fântână pe care l-a păcălit, acesta fiind convins că în fântână se aflau obiecte de valoare. Pentru curajul ei, Alexandru a iertat-o.
Curând, Atena și orașele grecești au implorat iertare. Revoltele au fost oprimate, Alianța "Liga de la Corint" s-a stabilizat, iar Alexandru a fost ales în funcția de Comandant suprem al trupelor coaliției grecești.

## Asia Mică

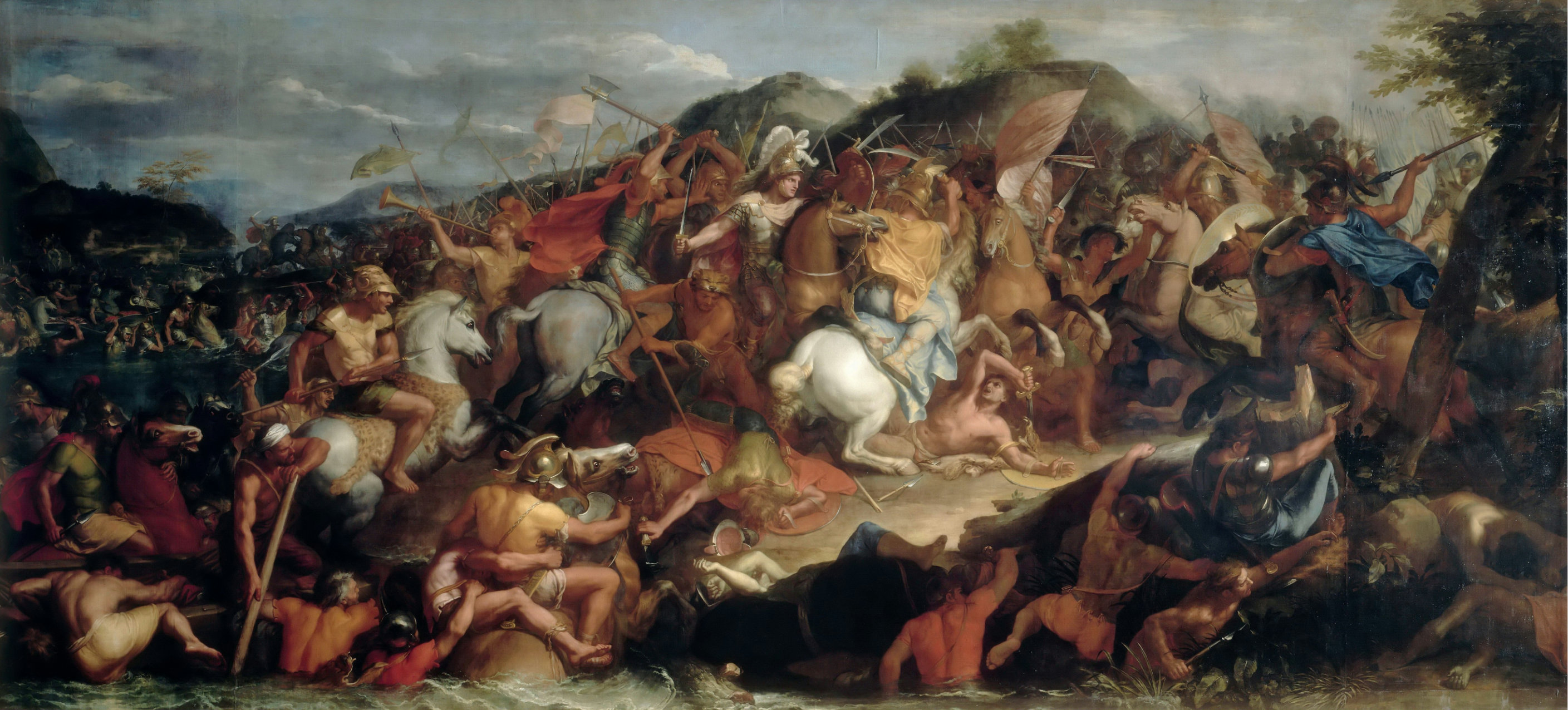
Alexandru în Bătălia de la Granicus

După ce a lăsat supravegherea Greciei în seama lui Antipatros, Alexandru s-a îndreptat împreună cu contigentele cele mai sigure ale armatei sale spre Asia (335 î.Hr.). În fruntea unei armate formate din 30.000 de pedeștri și 5.000 de călăreți, Alexandru a plecat din Amfipolis, Tracia, și a debarcat la Troia, vizitând mausoleul lui Ahile unde a lăsat daruri, dar a luat și scutul lui Ahile pentru a-i purta noroc în lupte. Toată viața va purta cu el o copie după Iliada. La Hellespont, în Dardanele, s-a jurat că va cuceri toată Asia cu o singură suliță. Nu se va mai întoarce niciodată acasă.
Armata persană condusă de Memnon din Rhodos (un general grec exilat care s-a alăturat Persiei și care comanda o armată de mercenari greci), mult superioară numeric, încearcă să oprească trupele macedonene pe malul râului Granicos, în mai 334 î.Hr. Deși au fost obligați să traverseze râul și să escaladeze un mal abrupt, macedonenii i-au pus pe fugă pe perși, după o luptă crâncenă dintre cele două cavalerii, în cursul căreia Alexandru a fost de câteva ori în pericol de moarte, mai ales atunci când un general persan și-a înfipt sabia în coiful lui, iar Alexandru l-a străpuns cu sulița pe atacator.
Perșii credeau că macedonenii le căzuseră în capcană, odată ce traversau râul. Astfel, cavaleria persană a atacat. După lupte grele, distanța dintre cele două armate inamice s-a micșorat, macedonenii reușind să urce malul. Când au văzut cavaleria macedoneană punând piciorul pe mal, armata persană s-a retras îngrozită. Mercenarii greci din armata persană, ultimii rămași, au fost masacrați. În această luptă au murit doar 100 de soldați macedoneni și peste 1000 de mercenari greci din armata persană. Bătălia de la Granicus s-a încheiat cu victoria macedonenilor.
După această luptă Alexandru a intenționat să cucerească toată regiunea de coastă, cu scopul de a-i împiedica pe perși să-și stabilească o bază pentru a invada Grecia. Astfel el eliberează câteva orașe de tiranii sau de oligarhii satrapi care le guvernau, restabilind democrația. Unele orașe, cum ar fi Halicarnas, Lampsaca sau Aspendos, i-au opus rezistență, și pentru aceasta au fost pedepsite cu asprime.
În timpul iernii 334-333 î.Hr. Alexandru a cucerit cetățile Lycia, Pamfilia și Pisidia, în sudul Asiei Mici, încredințând guvernarea acestora prietenului său Nearchos. De aici Alexandru s-a îndreptat spre interiorul regiunii și a ocupat capitala Frigiei - orașul Gordion, unde legenda spune că inainte de a pleca în marea expediție împotriva persanilor, care se va transforma într-o cucerire a lumii și îl va face celebru, s-a dus la Pythia, pentru a-i citi oracolul. Pythia l-a refuzat și nu a vrut să urce pe trepiedul din grota cu aburi amețitori. Alexandru a târât-o de păr. Înspăimântată, preoteasa a strigat: “O, fiule, nimeni nu ți se poate opune!”. “Destul – răspunse tânărul – mi-ajunge această profeție!”.
Trecând cu armatele sale în Asia, a ajuns în Frigia. Acolo domnea un țăran – Gordio, ajuns pe tron în urma unei preziceri făcută în templul lui Jupiter din capitala țării. Când bătrânul rege a murit neavând niciun urmaș, oracolul a cerut să fie ales primul om care va fi întâlnit venind spre templu, pe un car cu boi. Norocul ajutându-l, Gordio a ajuns rege, carul lui a fost donat templului, iar nodul cu care era legat de car jugul, a fost păstrat cu sfințenie. Nimeni nu-l putea desface, deoarece era ca o minge cu capetele înăuntru. Oracolul a spus: “cel care îl va desface, va stăpâni Asia”. Alexandru tăie cu sabia faimosul nod gordian, asigurându-și astfel domnia continentului. Apoi Alexandru s-a îndreptat spre est, spre munții Taurus, pe care i-a traversat cu ușurință.

## Bătălia de la Issos

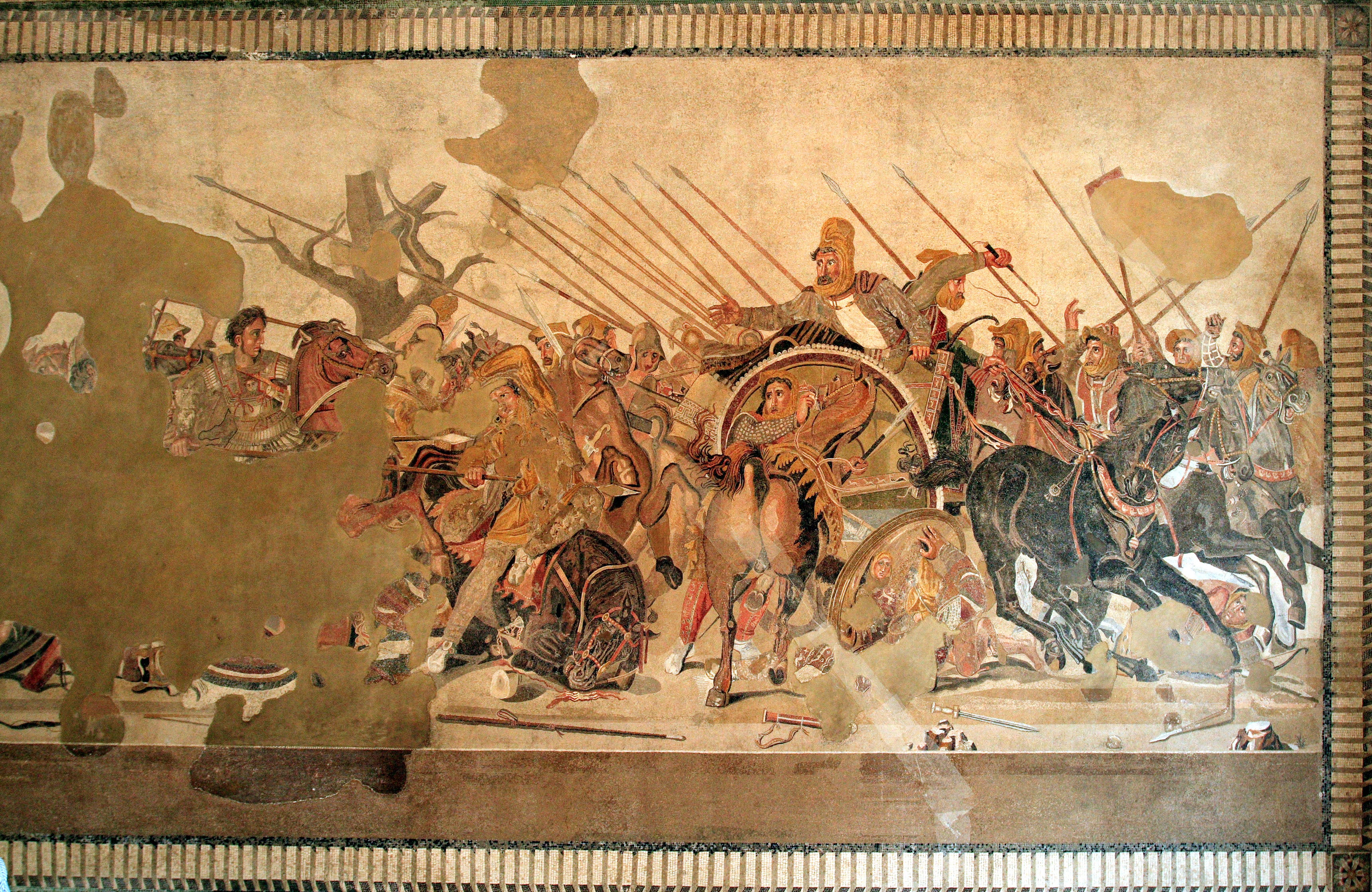
Mozaic antic din Pompeii, ilustrând bătălia de la Issos.

Odată ajuns în Tars, Alexandru îl cucerește, după care cade grav bolnav; unii spun că din cauza oboselii, alții că pricina ar fi fost baia în apa rece ca gheața a râului Cidnus. Situația este cu atât mai gravă cu cât regele Spartei încercă o revoltă, aliindu-se cu perșii. Cu toate acestea, Alexandru se mobilizează și, ajutat de locul propice al bătăliei, dar și de abilitatea sa de a-și ordona și conduce trupele în luptă, reușește să pună pe fugă imensa armată de 600.000 de oameni pe care perșii o strânseseră pe câmpia de la Issos. Darius fuge, lăsându-și în mâinile învingătorului mama, soția, fiicele și o pradă de război imensă și se retrage dincolo de Eufrat.
Se spune că Alexandru nu a profitat niciodată de poziția sa de învingător și a tratat prizonierele cu toată considerația cuvenită rangului lor.
Bătălia de la Issos a avut mai multe puncte decisive. Alexandru, cu o armată experimentată și compactă, a întâlnit o armată dezorganizată formată din soldați din mai multe țări. Bătălia decisivă s-a dat la Issos. Aici, oastea lui Alexandru a întâlnit armata persană într-un câmp deschis. Darius a atacat primul aruncând, în prima faza a luptei, cavaleria. Alexandru a așteptat pe loc prima inițiativă a lui Darius al III-lea, așteptând cavaleria. Oastea lui Alexandru s-a desprins în două lăsând cavaleria să intre printre ei și, prizând-o ca într-un clește, a distrus-o (vreo 80.000 de soldați). Apoi Alexandru a lansat un atac puternic în flancul armatei persane. Perșii pierzând grosul armatei lor (cavaleria) au început să dezerteze, lăsându-l pe Darius singur.

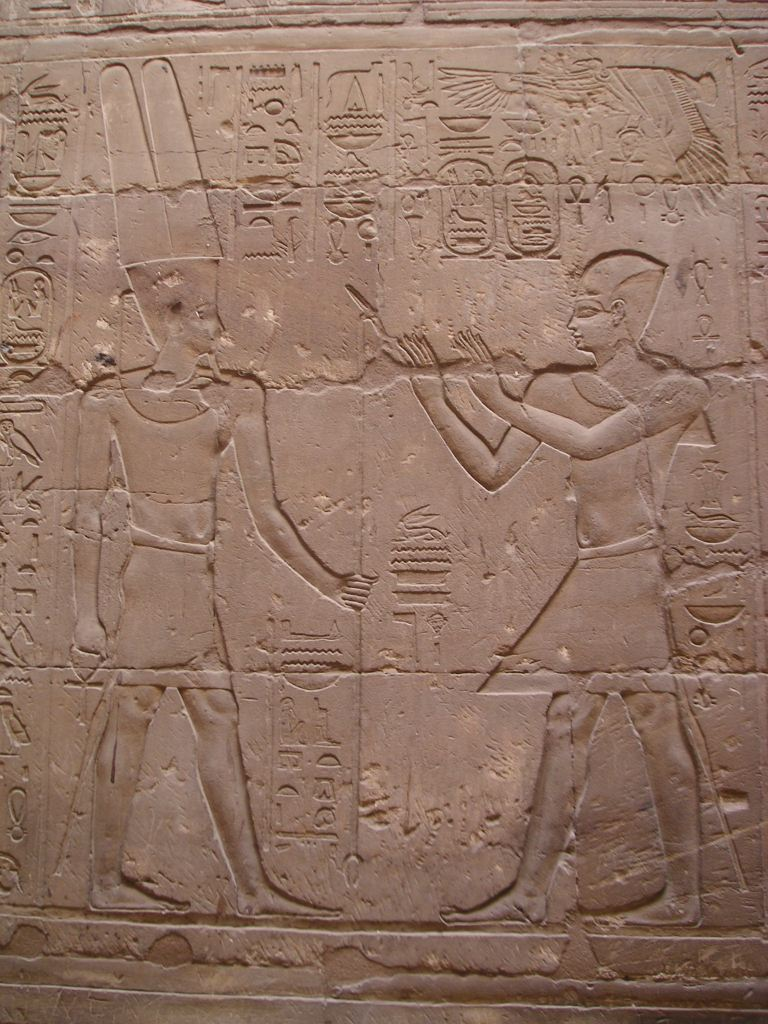
Alexandru Amon-Ra

## Cucerirea Siriei și a Egiptului

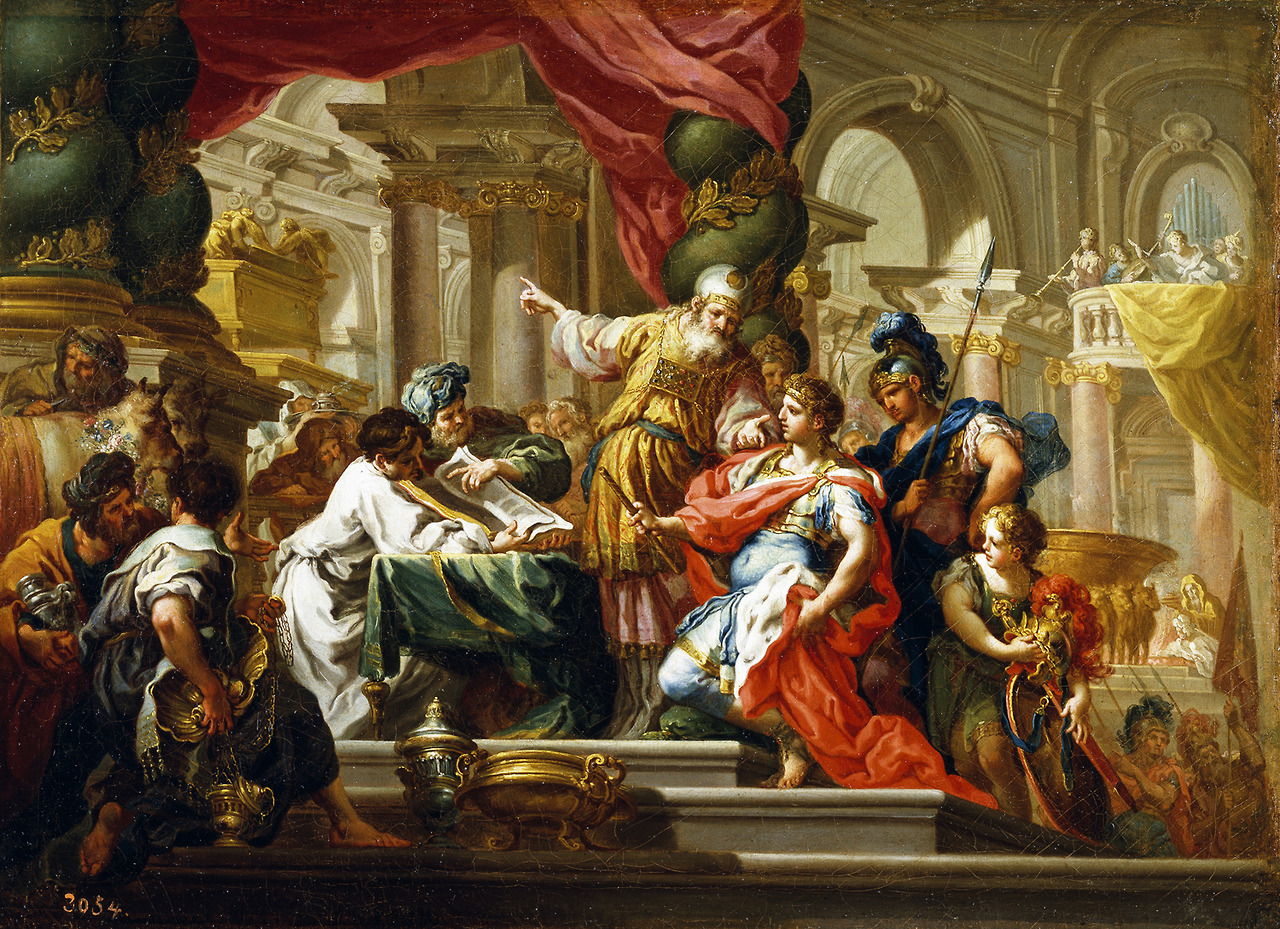
Alexander în Templul din Ierusalim

De acum, drumurile Siriei și ale Egiptului sunt în fața lui Alexandru, cu atât mai mult cu cât multe orașe i se predau. Singur orașul Tir a rezistat timp de 6 luni, ceea ce va atrage asupra lui mânia lui Alexandru. Cetatea a fost în cele din urmă învinsă și cei 30.000 de prizonieri luați de armata lui Alexandru au fost vânduți ca sclavi.
Apoi regele atacă și cucerește Gaza, fiind rănit de două ori.
În anul 332 î.Hr. Alexandru cel Mare a cucerit orașul Ierusalim fără luptă și a permis evreilor să-și continue cultul și ritualul religios.
Ocupând Memphisul, Alexandru este întâmpinat ca un eliberator de către egipteni, fiindcă perșii nu erau iubiți în această parte a lumii. Dorind să răspândească elenismul pe valea Nilului, tânărul rege întemeiază în vestul deltei orașul Alexandria, primul cu acest nume, ce avea să devină noua capitală a Egiptului, destinată unui viitor înfloritor. Desenează singur, cu calcar, limitele orașului și pozițiile principalelor clădiri. Când rămâne fără calcar, recurge la orz. Păsările care vin să mănânce grăunțele sunt considerate un semn bun - faptul că orașul va prospera. El reface sanctuarele și încredințează administrația Egiptului mai multor conducători civili și militari macedoneni.
După un lung și istovitor drum prin deșert, consultă oracolul zeului Amon-Ra de la oaza Siwa, iar preoții acestuia îi acordă titlul de fiu al lui Ra, purtat altădată de faraoni; astfel regele devine, în ochii egiptenilor, un zeu.
Alexandru stăpânește acum bazinul mediteranean și o bună parte a Asiei, fiind onorat ca un faraon de către egipteni. Îmbătat de succes, reîncepe lupta împotriva lui Darius în anul 331 î.Hr.

## Bătălia de la Gaugamela

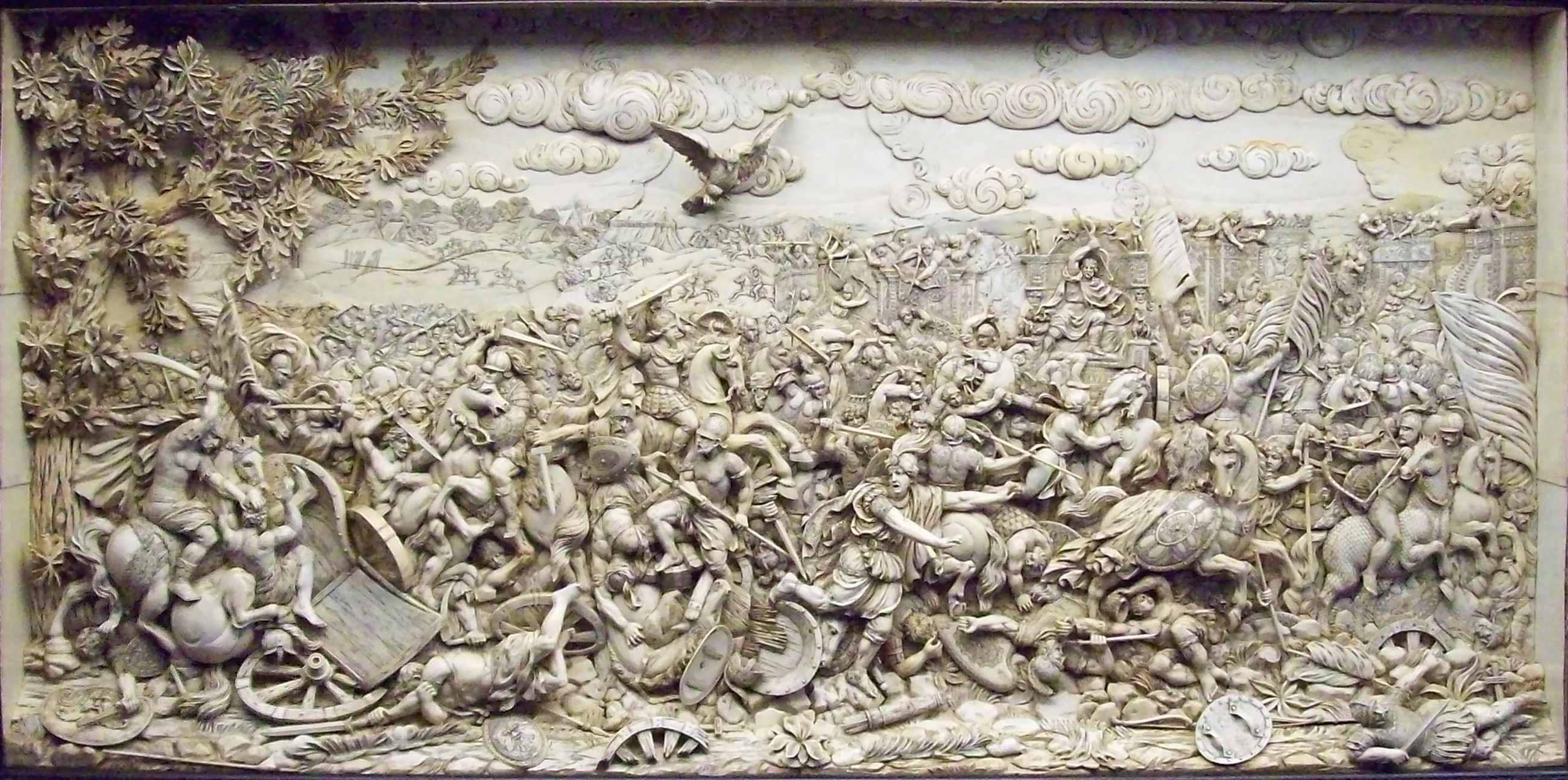
Bătălia de la Gaugamela

Bătălia a avut loc în condițiile în care Alexandru Macedon pornise o campanie de cucerire a Imperiului Persan. După Bătălia de la Issos din anul 333 î.Hr. el a cucerit coasta estică a Mării Mediterane și Egiptul. După aceste cuceriri a avansat prin Siria spre inima Imperiului Persan. Alexandru a traversat apoi fluviile Tigru și Eufrat fără nici un fel de opoziție. Darius era ocupat în tot acest timp cu pregătirea unei mari armate formată din soldați din toate colțurile imperiului. El a plănuit să se folosească de număr pentru a-l zdrobi pe Alexandru, unii istorici contemporani evenimentului vorbind de o armată de peste 100.000 de soldați. De asemenea Darius a ales un teren plat pentru bătălie, pentru a se putea folosi de această superioritate numerică și pentru a-i limita lui Alexandru alegerile tactice.
Locul ales a fost astfel câmpia Gaugamela din Irakul de astăzi (istoricul grec Plutarh se referă la această câmpie ca la"adăpostul cămilei"). Această locație se află la est de orașul actual Mosul.
Alexandru și-a așezat tabăra pe malul râului Bulemus și a înaintat împreună cu oamenii săi, transportând doar echipamentele și proviziile pentru câteva zile. Macedonenii au ajuns la Gaugamela în după-amiaza zilei de 30 septembrie. Alexandru a dorit inițial să îi atace pe perși imediat după ce au ajuns, dar generali s-au opus. De asemenea, generalii lui Alexandru au propus un atac de noapte, pentru a diminua avantajul numărului. Alexandru nu a acceptat, motivând că aceasta ar fi o victorie furată. În aceste condiții macedonenii s-au odihnit în noaptea dinaintea luptei, în timp ce perșii temându-se de un atac de noapte au rămas în veghe.
Chiar în noaptea dinaintea bătăliei avusese loc o eclipsă lunară, considerată de greci un semn de rău augur. Alexandru a spus că pentru perși va fi de rău augur, căci "luna persană va fi umbrită de soarele macedonean" (simbolul Macedoniei fiind soarele).
Darius i-a propus lui Alexandru un tratat prin care îi oferea mâna fiicei sale și o mare parte din imperiu, până la Eufrat, dacă se retrage. Parmenion, unul din generalii lui Alexandru, a spus: "dacă aș fi Alexandru, aș accepta tratatul și aș încheia războiul". Alexandru i-a răspuns: "asta aș face și eu, dacă aș fi Parmenion".
A doua zi, soldații erau cuprinși de teamă căci erau depășiți numeric. Alexandru dormise până târziu cu Iliada lângă el. Când a fost trezit, el a anunțat că bătălia este deja câștigată.
Unele estimări actuale estimează că numărul soldaților lui Darius III nu era mai ridicat de 50.000, pentru că era foarte greu de condus și de organizat o armată mai mare de 50.000 de soldați. Oricum este posibil ca armata persană să aibă în jur de 100.000 de soldați. Hans Delbruck estimează numărul călăreților perși la 12.000.
Alte estimări vorbesc despre o armată de 91.000 de soldați. Welman estimează mărimea totală a armatei ca fiind de 90.000. Delbrück (1978) estimează că armata persană avea doar 52.000 de soldați. Engels (1920) și Green (1990) estimează că armata totală a armatei lui Darius la Gaugamela nu putea fi mai mare de 100.000 de soldați.
Alexandru a condus în această bătălie o armată formată din soldați proveniți din Regatul Macedoniei, aliații din Tracia și Liga Corintică, această forță având conform lui Arrian, cel mai de încredere istoric care a scris despre Alexandru, 7.000 de călăreți și 40.000 de pedestrași. Conform lui Arrian, armata lui Darius avea 40.000 de călăreți și 1.000.000 de pedestrași; Diodor din Sicilia vorbește despre 200.000 de călăreți și 800.000 de pedestrași; Plutarh amintește de o armată de 1.000.000 de soldați (împreună cu forțele indisponibile), deși în conformitate cu istoricul Curtius Rufus această forță avea 45.000 de călăreți și 200.000 de pedestrași. Mai mult, conform lui Arrian, Diodor și Curtius, Darius avea și 200 de care de luptă scitice, iar Arrian menționează 15 elefanți de luptă. Între pedestrași care formau armata lui Darius se aflau și 2.000 de mercenari greci.
Darius avea după toate sursele o mare superioritate numerică, dar majoritatea trupelor pe care le avea erau de o calitate mai slabă, decât trupele lui Alexandru. Falanga lui Alexandru era echipată cu sulițe de șase metri, numite sarissa. Pedestrașii persani erau slab antrenați și echipați în comparație cu falanga lui Alexandru și hopliți. Singura infanterie bine antrenată și echipată a lui Darius era formată din cei 10.000 de hopliți greci și din garda lui personală, cei 10.000 de nemuritori. Mercenarii greci erau dotați cu un scut greu și cu o suliță care nu era lungă însă, decât de trei metri, iar sulițele nemuritorilor nu aveau mai mult de doi metri. Alte trupe bine înarmate erau cele provenite din Armenia, acestea fiind înarmate asemănător cu grecii. Restul trupelor erau mult mai ușor înarmate; armamentul specific Imperiului Persan fiind în general arcul.
Încă din seara dinaintea luptei armata persană se afla deja pe viitorul câmp de luptă. Darius a recrutat cele mai bune trupe de cavalerie din satrapiile estice și din rândul triburilor scitice aliate. De asemenea Darius a desfășurat și cele 300 de care de luptă scitice, pe care le-a așezat în fața celorlalte trupe. De asemenea el a așezat și cei 15 elefanți, împreună de care de luptă din India, dar acestea au avut un rol minor în luptă. Înainte de luptă, Darius a ordonat să fie curățate tufișurile și vegetația pentru a ușura înaintarea carelor de luptă.
Darius s-a așezat în centru, împreună cu cea mai bună infanterie a sa, care prin tradiție se aflau alături de regele persan. În jurul lui se aflau cavaleria din Caria, mercenari greci și garda de călăreți persană. Chiar în centru a plasat pedestrași perși (nemuritorii), cavaleria indiană și arcașii din Mardian.
Pe ambele flancuri era așezată cavaleria. Bessus comanda flancul stâng, pe care se aflau cavaleria din Bactria, Dahae, Arachosia, cavaleria din Persia, din Susia, Cadusia și călăreții sciți. Carele de luptă au fost plasate în față, împreună cu un grup mic de soldați din Bactria. Pe partea dreaptă comanda o avea Mazaeus, aici aflându-se cavaleria din Syria, Media, Mesopotamia, Parthia, Sacia, Tapuria, Hyrcania, Albania Caucaziană, Sacesinia, Cappadocia, și Armenia. Cavaleria din Cappadocia și Armenia era așezată în fața altor unități de cavalerie și au condus atacul. Cavaleria din Albania Caucaziană și Sacesinia au fost trimise să înconjoare flancul macedonean.
Armata macedoneană era împărțită în două părți, partea dreaptă a armatei aflându-se sub comanda directă a lui Alexandru, iar partea stângă era condusă de către generalul Parmenion. Alexandru se afla alături de camarazi. Împreună cu el se aflau paionieni și cavaleria ușoară macedoneană. Cavaleria formată din mercenari era împărțită în două grupuri, veteranii fiind plasați în partea dreaptă, iar restul cavaleriei se afla în fața arcașilor agrieni și macedoneni, care la rândul lor se aflau plasați lângă falangă. Parmenion se afla în stânga împreună cu mercenarii din Grecia și Thesalia, respectiv cavaleria din Tracia. Armata macedoneană era așezată în așa fel încât să asigure o cât mai mare libertate de mișcare, pentru flancul drept condus de Alexandru.
În centrul formației se aflau mercenarii cretani. În spatele lor se afla un grup din cavaleria thesaliană și mercenarii din Achaia. În dreptul lor se afla o altă parte din cavaleria greacă, aliată. În spatele lor era așezată falanga, într-o linie dublă. Macedonenii aveau o cavalerie depășită și de cinci ori, de cavaleria persană. De asemenea armata persană era desfășurată pe o lungime foarte mare. În aceste condiții era de așteptat ca armata macedoneană să fie atacată pe flancuri de către perși. De aceea linia a doua macedoneană a primit ordin să fie pregătiți să răspundă la un atac din flanc. Linia a doua era formată mai mult din mercenari.

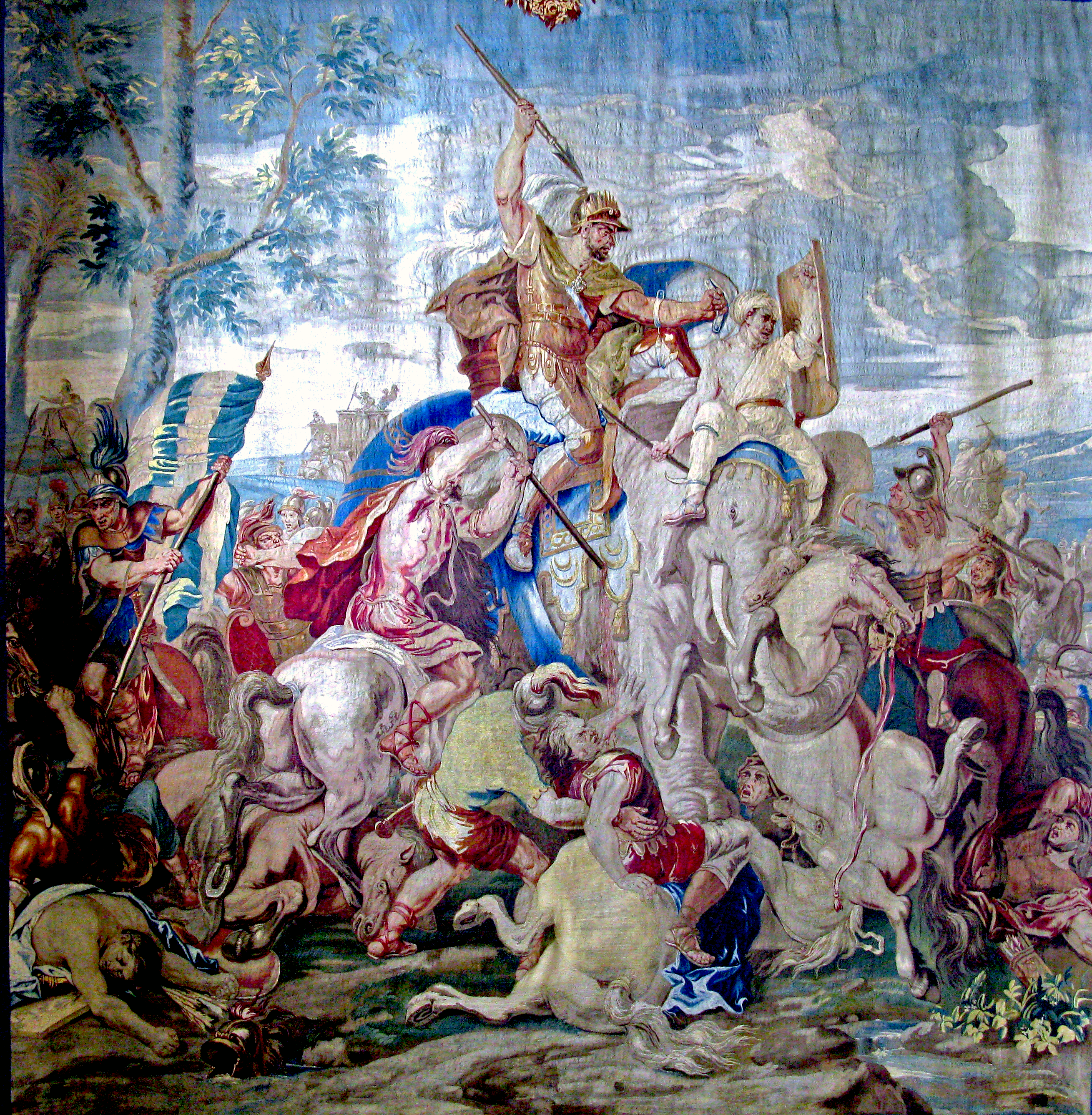
Batalia de la Gaugamela (Arbela)

Bătălia a început prin ordinul dat de Alexandru falangei de a ataca centrul liniei persane. Macedonenii au înaintat sub un unghi de 45 de grade, probabil pentru a ademeni cavaleria persană.
Fiind amenințat direct, Darius părăsește câmpul de luptă, cauzând o derută totală în rândul oștenilor săi.
Și-au pierdut viața peste 40.000 de perși, în timp ce numai câteva sute de macedoneni au căzut victime.
Alexandru Macedon a renunțat la urmărirea lui Darius, deoarece flancul drept al armatei sale se afla în dificultate.

## Căderea Imperiului Persan

Alexandru și familia lui Darius

Împins de ambiția de a pătrunde în inima Imperiului Persan și de a se proclama rege în locul lui Darius, Alexandru traversează Eufratul și Tigrul fără a întâmpina rezistență.
Darius își adusese trupele (1.000.000 de oameni, se spune) aproape de orașul Gaugamela. Aceasta avea să fie ultima lui bătălie. Cu tactica sa obișnuită (în dreapta cavaleria, iar regele în frunte, în centrul puternicei falange macedonene), Alexandru rupe frontul armatei persane, iar Darius este nevoit să-și abandoneze carul și armele în luptă și să fugă. Lupta a avut loc la data de 2 octombrie 331 î.Hr.
Acum perșii nu mai au o armată organizată, iar Darius nu mai este decât un fugar. Toate capitalele sunt cucerite, iar bogățiile luate, dar Alexandru îi cruță pe localnici și le respectă obiceiurile. Proclamându-se rege al Asiei, este primit ca atare la Babilon și Susa; va întâmpina o rezistență sporită în jurul Persepolisului (probabil, din cauza beției), unde va incendia palatele ca represalii pentru crimele comise de Xerxes și va aduce un omagiu la mormântul lui Cyrus al II-lea cel Mare, la Pasargades.
Pe urmele lui Darius, Alexandru înaintează spre est, dar regele persan fuge mai departe, înconjurat de tot mai puțini credincioși. Alexandru îl urmărește cu un grup mic de soldați într-un marș forțat și extenuant, până când Darius moare, ucis de unul dintre satrapii care îl însoțeau, Bessus, care se proclamă rege.
Soldații macedoneni l-au găsit pe Darius inconștient, iar când a cerut apă și a băut, a murit din cauza rănilor provocate de ucigașii săi. Alexandru l-a jelit atunci, căci nu dorea să-l ucidă, ca să nu atragă antipatia perșilor.
I-a urmărit pe ucigași și, în cele din urmă, l-a ucis pe Bessus.
Din acest moment, Alexandru se consideră succesorul și moștenitorul lui Darius.
Aflat la Babilon, Alexandru îl cumpără pe Bagoas, eunucul, care îl servise și pe Darius al III-lea, cât și pe Artaxerxes III (pe care l-a și otrăvit).
Dupa spusele lui Plutarch, Bagoas, cel mai iubit eunuc a lui Alexandru, a câștigat un concurs de dans organizat după traversarea cu succes a deșertului Gedrossian. Trupele macedonene, în rândul cărora Bagoas era foarte popular, i-au cerut lui Alexandru să-l sărute în fața mulțimii de invitați, ceea ce acesta a și făcut.
Totuși, Alexandru nu se va opri aici și va supune și Persia orientală, (Afganistanul, Turkestanul și Belucistanul de astăzi), dar destul de greu, după un război de aproape 3 ani (330 î.Hr.-328 î.Hr.) într-un climat torid și pe un teren dificil. Alexandru a avut de furcă și cu bandiții si beduinii care îi atacau frecvent armata.
Odată, calul său preferat, Bucefal, i-a fost furat. Alexandru a jurat că îi va pedepsi crunt pe bandiții perși. Bandiții, auzind vestea, i-au înapoiat calul regelui, iar acesta a fost atât de bucuros că și-a recuperat calul, încât i-a cruțat pe hoți, ba chiar i-a iertat și i-a răsplătit.
Rezistența perșilor nu încetează decât o dată cu supunerea Sogdianei și a Bactrianei, unde Alexandru se căsătorește, după ritualurile persane, cu prințesa Roxana, fiica nobilului Oxyartes. Pentru a realiza o uniune adevărată între învingători și învinși, Alexandru și-a îndemnat adjuncții să facă la fel și i-a încurajat pe soldați să-și găsească soții persane.

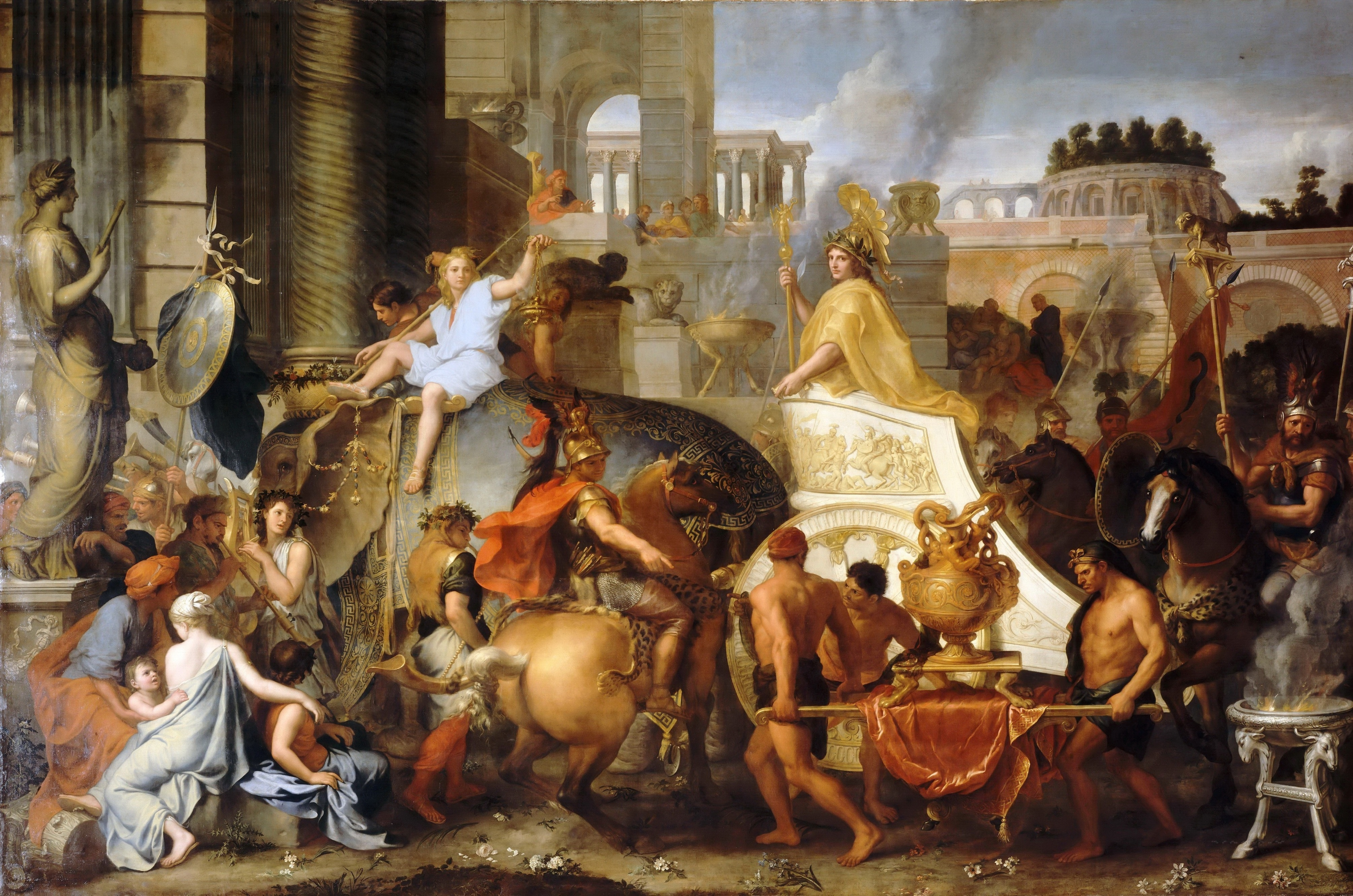
Intrarea în Babilon

Alexandru a strâns bunuri și o avere în valoare de 160.000 talanți persani ($ 280.000.000), s-a ales după bătălia de la Issus cu soția lui Darius,cu cele două fiice ale sale și cu un harem regal format din 360 concubine și 400 eunuci.
Soldații macedoneni au fost bine răsplatiți pentru serviciul militar, mulți îmbogățindu-se. Dar li s-a impus să se căsătorească cu femei persane, atunci cand Alexandru a decis unirea dintre cele două popoare prin căsătoria dintre soldații macedoneni și femei persane, decizie nu foarte bine primită de generalii lui Alexandru, ba chiar fiind criticată și declarată ca fiind josnică și umilitoare, ca un grec sau macedonean să se căsătorească cu o barbară din afara ținuturilor grecești. Mulți soldați duceau dorul de casă.
Totodată, Alexandru a decis să construiască librării, biblioteci, școli, răspândind educația și cultura greacă de-a lungul Orientului. A început chiar să recruteze perși în armata macedoneană. Aceasta în timp ce el adopta obiceiurile și chiar și vestimentația persană.
Chiar dacă prin aceste acte a atras simpatia perșilor, el a atras și dușmănia propriilor săi generali macedoneni.

## Relații conjugale

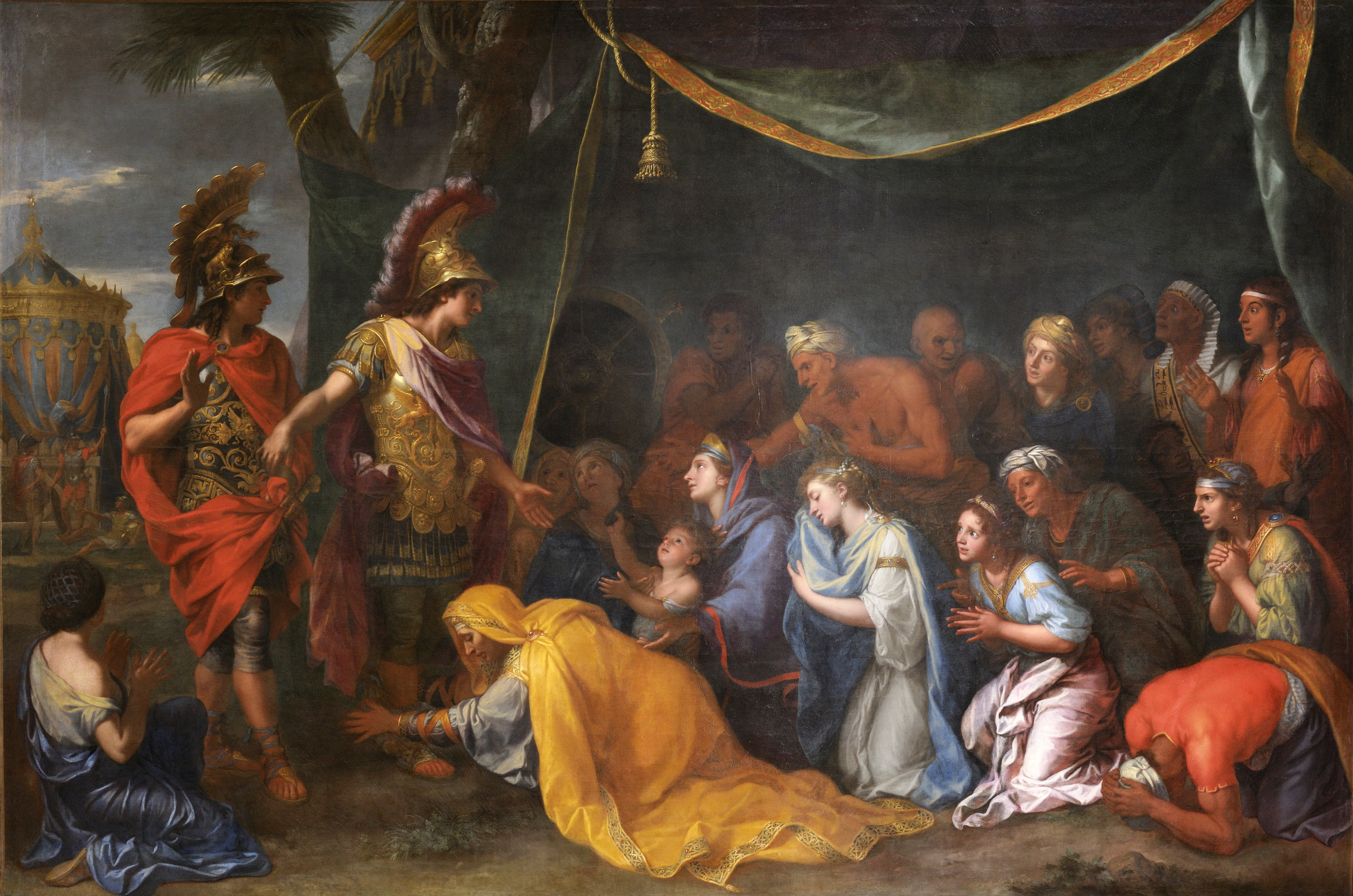
Mama lui Darius îi cere îndurare lui Alexandru

### Stateira
Stateira a II-a, cunoscută și sub numele de Barsine, era fiica regelui Darius al III-lea și a Stateirei I. După înfrângerea tatălui ei în bătălia de la Issos, Stateira și surorile ei au fost capturate de Alexandru cel Mare. Ea, împreună cu mama lui Darius și cu mama ei (Stateira I), s-au închinat lui Hephaestion cerând îndurare, crezând ca el era Alexandru. Alexandru, amuzat, le-a întrebat cum doresc sa fie tratate. Ea a răspuns: „Așa cum sunt, asemenea unei prințese”. Stateira și mama lui Darius au fost tratate bine, iar ea a devenit a doua soție a lui Alexandru. La aceeași „nuntă de la Susa”, din anul 324 î.Hr., Alexandru s-a căsătorit și cu Parysatis, fiica fostului rege persan Artaxerxes al III-lea.

### Hephaestion
Încă din tinerețe, Hephaestion l-a întâlnit pe prințul Alexandru. Deși nu există nicio conexiune explicită între Hephaestion și Aristotel din Stagira (decât după Diogenes Laertius), se presupune că acesta i-a oferit o educație aleasă, asemeni lui Alexandru, în școala din Mieza (Naoussa zilelor noastre). Se consideră că între cei doi tineri nu a existat decât o insignifiantă diferență de vârstă, de cel puțin un an, Hephaestion fiind cel mai mare. La Troia, Alexandru venerează luptătorii de legendă; se spune că ar fi vizitat mormântul strămoșului sau (ipotetic) Achilles, iar Hephaestion i-ar fi adus omagii lui Patroclus, camaradul lui Achilles. Încă o dată, se dovedește că Hephaestion i-a fost partener lui Alexandru, deoarece, în acel secol IV î.Hr., exista credința că cei doi eroi legendari amintiți mai sus au fost iubiți (mai mult, Homer spune că aceștia obișnuiau să-și petreacă nopțile separat, întărind astfel garanția celor spuse).
După victoria macedonenilor, regina Stateira a fost capturată. Mergând la Alexandru, s-a înclinat în fața lui Hephaestion, convinsă că acesta era regele. Alexandru liniștește apele spunând: „Nu te îngrijora, mamă. Oriunde, el este asemeni mie”.
Hephaestion era garda de corp personală a lui Alexandru în bătălia de la Gaugamela, ca unul dintre somatophylakes (de fapt, cei șapte nu erau altceva decât aghiotanți). În timpul sângeroasei lupte, se va răni la un braț. Alexandru devine sceptic în privința abilităților de comandant ale lui Hephaestion, dar asta nu conduce la sfârșitul prieteniei. Este menționat ca oficialul responsabil cu asigurarea proviziilor pe vreme de iarnă, o sarcină importantă. Hephaestion a fost „cavaler de onoare” al lui Alexandru când acesta s-a căsătorit cu prințesa Roxane. Totuși, rar a servit drept comandant pe câmpul de luptă.
Însuși Alexandru se însoară cu prințese achaemenide, din doua linii dinastice diferite: Barsine, o fiica a lui Darius al III-lea, și Parysatis, fiica lui Artaxerxes III Ochus. Alexandru ar mai fi avut o amantă pe nume Campaspe. Hephaestion se va căsători cu o alta copilă a lui Darius III, Drypetis.

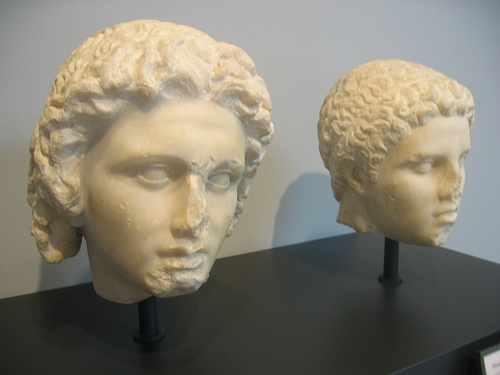
Alexandru si Hefeiston

Ca apropiat al lui Alexandru, Hephaestion răspundea de multe lucruri, și deciziile sale privind corespondența regală trebuie să fi fost cauza unui conflict cu Eumenes, secretarul lui Alexandru. Oricum, sursele sunt tăcute; singurul fapt sigur este că Alexandru le-a ordonat să se reconcilieze.
Vara târziu, Alexandru pornește spre nord, cu destinația Ecbatana, una din capitalele imperiului său. A fost primit de Atropates, satrap de Media. După obicei, se ținea o petrecere cu băutură acompaniată de un festival dramatic, dar de data aceasta a luat o turnură nefericită: Hephaestion cade la pat și moare în octombrie 324. Mâniat, Alexandru îl execută pe medic. 
Drypetis, dar mai ales Alexandru, fu șocat. Îi ordonă lui Perdiccas să-i organizeze marșul funebru, către marile funeralii de la Babilon.

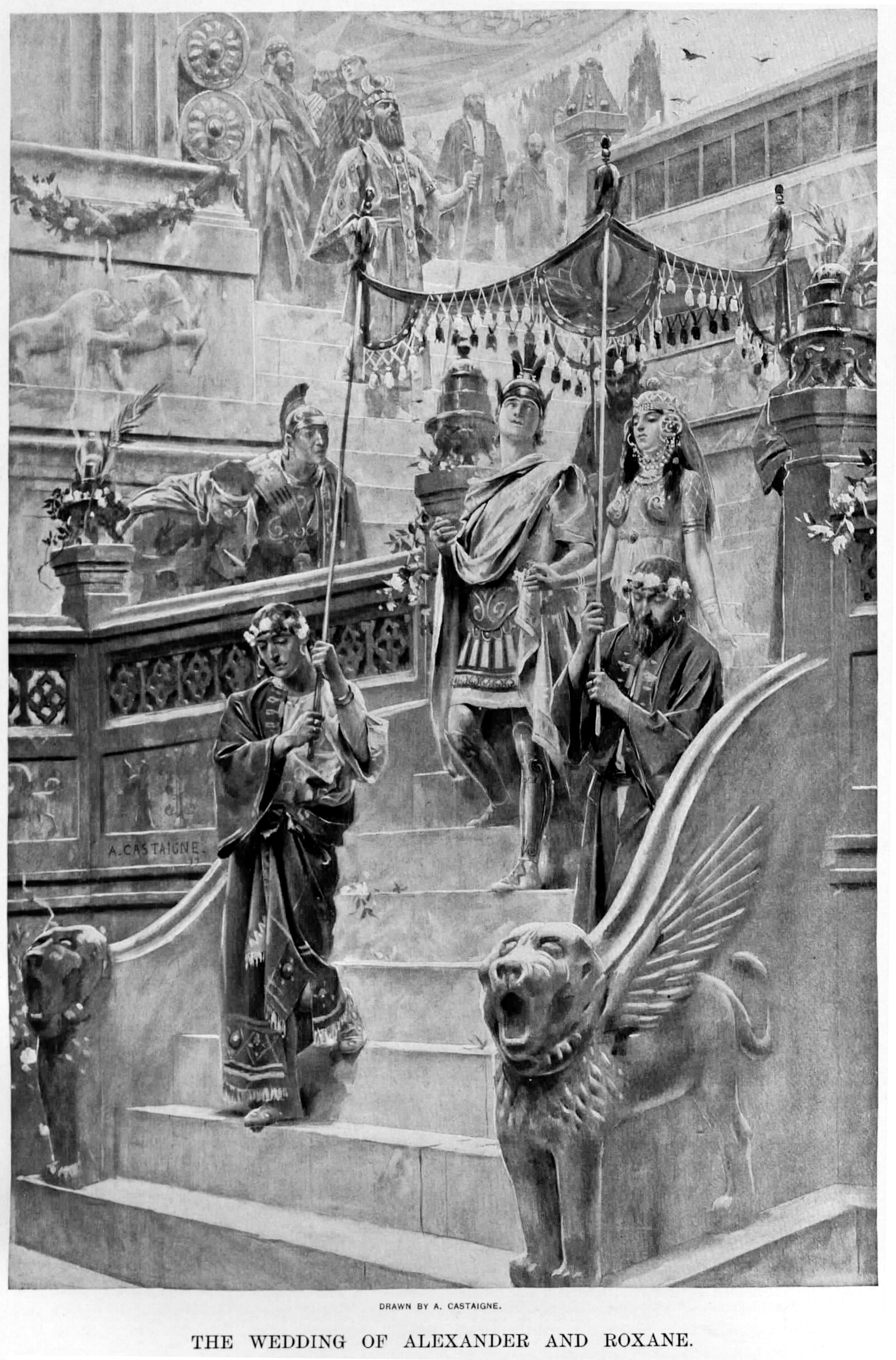
Căsătoria dintre Alexandru si Roxana

### Roxana
Roxana s-a născut în anul 343 î.Hr. în nordul teritoriului actual al Afghanistanului, Uzbekistanului și Tajikistanului, ea căsătorindu-se cu ilustrul împărat Alexandru la vârsta de doar 16 ani. Era fiica unui bactrian numit Oxyartes de Balkh (Bactria - provincia Balkh, din Afganistan)
Se spune că Alexandru cel Mare chiar a iubit-o pe Roxana; ea l-a însoțit pe împărat în campania din India din anul 326 î.Hr. și i-a dăruit acestuia un fiu post-mortem, denumit Alexandru al IV-lea Aegus, după moartea împăratului în Babilon în anul 323 î.Hr. Odată cu moartea lui Alexandru, Roxana a devenit victima intrigilor politice, fiind asasinată, împreună cu fiul ei, în anul 310 î.Hr.

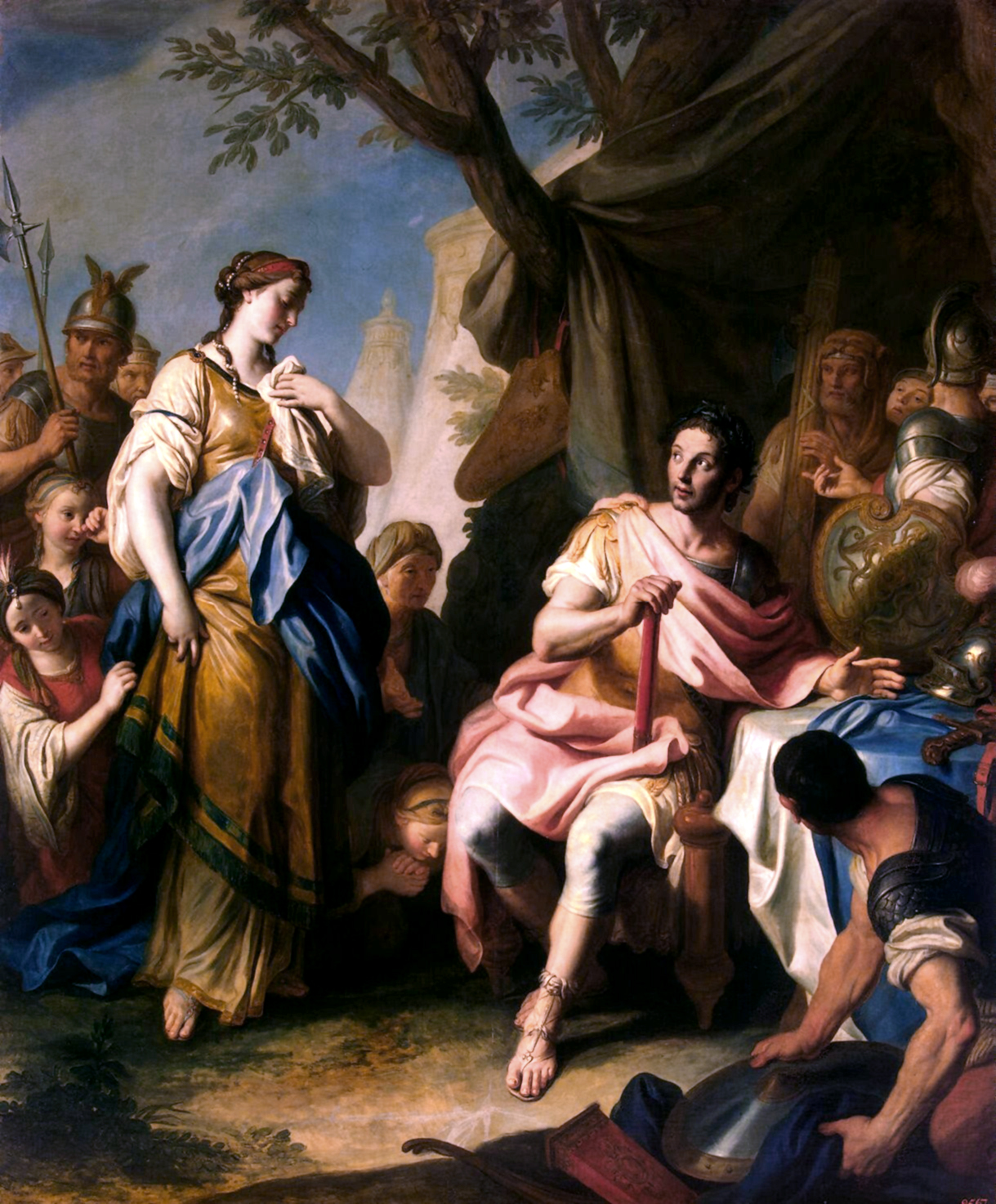
Alexandru și Roxana

## Campania din India

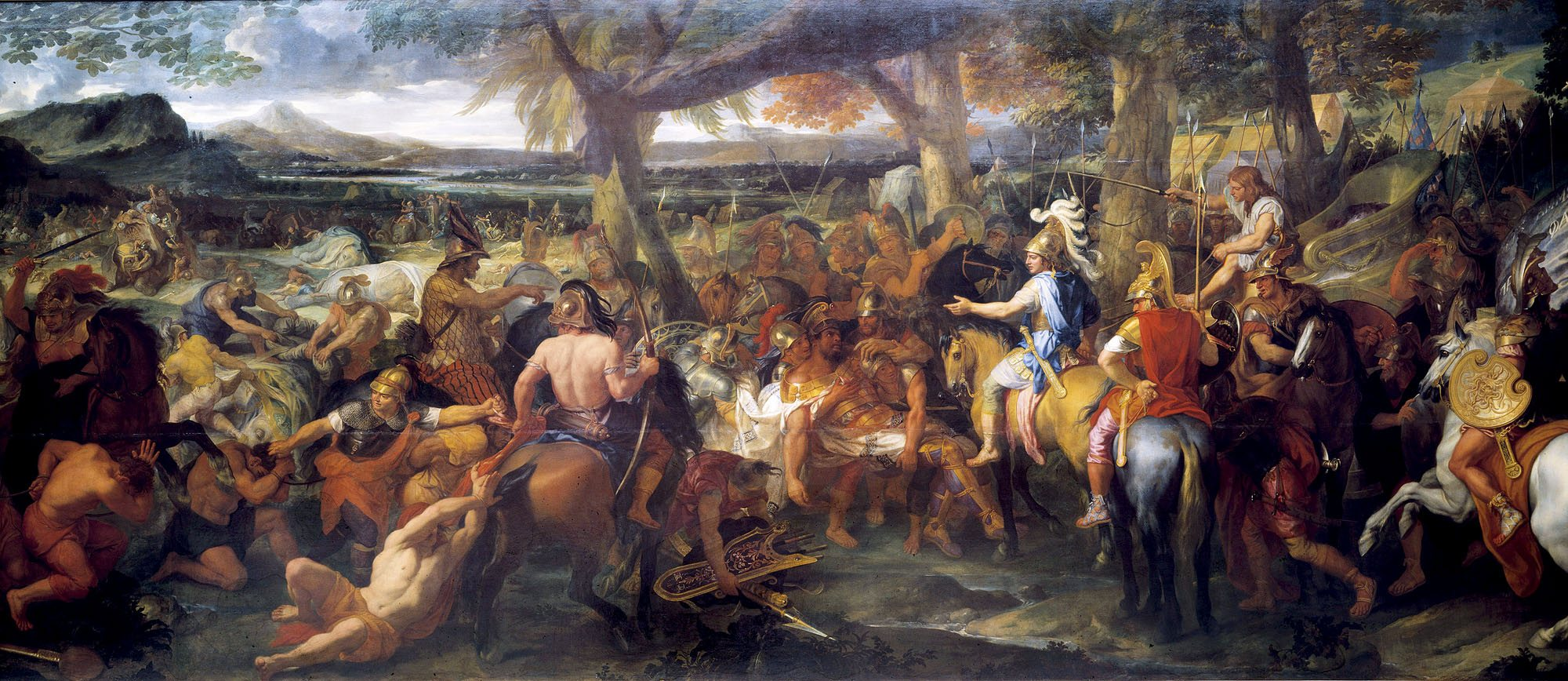
Batalia de la Hydaspes

Alexandru avea în plan să cucerească India. Pe atunci, aceasta era împărțită în 16 regiuni, ce luptau pentru supremație, armata împreună însumând aproximativ 700.000 de oameni. De armata regelui Porus, pe Alexandru nu-l mai despart decât două fluvii: Ind și Hydaspes. Indul îl trece folosind niște corăbii demontabile comandate din Siria. Regele de pe cealaltă parte fuge nevrând să lupte cu marele conducător. Grecii își organizează acolo armata și baza lor.

### Bătălia de la Hydaspes
Marele tactician Alexandru, pentru a trece fluviul Hydaspes (actualmente Râul Jhelum din Pakistan), după ce a parcurs timp de 2 luni spațiul dintre Ind și acest fluviu, nu putea folosi navele demontabile, deoarece în timpul traversării indienii ar fi putut să lanseze săgeți contra lor. Alexandru înconjoară cu toată armata malul fluviului Hydaspes timp de câteva săptămâni pentru a-i da impresia lui Porus, regele de acolo, că alege un loc de traversare.
Porus se satură de această mobilizare continuă a armatei, așa că pune străji. Alexandru doar atât a așteptat. Cu 13-14.000 de oameni din cei 24-25.000 pe care-i avea, el a traversat Hydaspes noaptea pe furtună. Ajungând pe mal își grupează soldații. Uitându-se mai bine, descoperă cu surprindere că erau pe o insulă. Trec și acest șuvoi de apă și ajung pe o altă insulă. Alexandru mai traversează odată apa și ajunge în sfârșit pe mal, dimineața. În acest timp oamenii lui făcuseră gălăgie.
Porus află că Alexandru a trecut fluviul noaptea. El nu știe dacă a trecut cu cea mai mare sau cu cea mai mică parte din armată apa. El, judecând după hărmălaia de pe celălalt mal, crede că Alexandru are puțini oameni după el, așa că trimite o grupă de 2000 de care de luptă și pedeștri cu fiul lui, numit tot Porus.
Pe glodul format noaptea, carele înaintează greu. Alexandru le surprinde distrugând aproape tot efectivul, inclusiv pe micul Porus. Acesta, după bătăliile din Afganistanul de azi învață calitățile cavaleriei ușoare și o apreciază mult.
Porus, după ce vede că s-a înșelat, pornește atacul contra lui Alexandru. El trimisese alte câteva mii de soldați să vină în ajutor. Aceștia, odihniți, îl sprijină pe mărețul conducător.
Lupta începe. Elefanții lui Porus îi îngrozesc pe greci. Alexandru își pierde prietenul cel mai de preț: calul său, Bucifal. Până la urmă macedonenii îi înfrâng pe indieni. Porus vrea să îi spună ceva lui Alexandru. Acesta spune că îi va îndeplini un fel de dorință: „Aș vrea să fiu tratat ca ceea ce sunt și să rămân așa” a spus Porus, adică să rămână rege. Alexandru îl ascultă și nu îl ucide.
Bucefal avea 30 de ani și la sfârșitul zilei a murit din cauza rănilor. Când calul a murit, Alexandru a construit, după bătălia împotriva lui Poros, o cetate care, după numele animalului, s-a numit Bucefala. Se spunea că numele calului provenea de la mărimea capului său ori din faptul că pe spate avea un semn reprezentând un cap de bou. Bucefal este amintit de Plutarh și de Strabon. Alexandru a fost rănit într-o altă bătălie împotriva regatului Malhi, la asediul orașului Multan, din Pakistan.
În urma revoltelor și în condiții climatice nefaste pentru invazia Regatului Magadha, Alexandru s-a hotărât în cele din urmă să se întoarcă și să continue expansiunea imperiului său spre apus.
La întoarcerea spre Babilon, Alexandru pierde trei sferturi din ostași din cauza foametei și a căldurii deșertice. Odată ajunși în Carmania, scapă de greutați și călătoresc fără probleme până la Hermezia, și mai departe către Persia. 

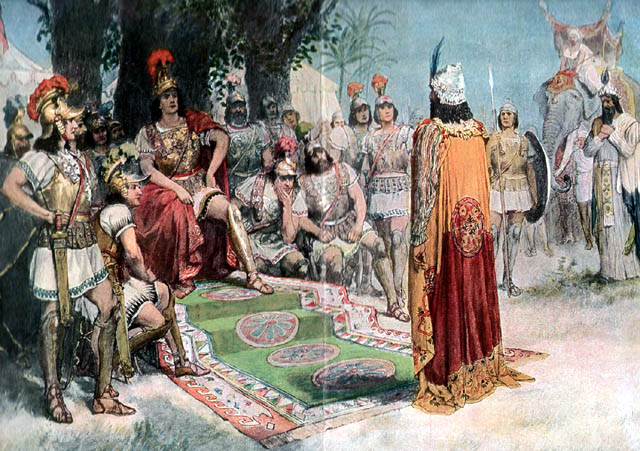
Alexandru și Porus

## Ultimii ani
Totuși, crizele sale de mânie s-au agravat. A pus să fie ucis fostul său general Parmenion când a aflat că fiul său, Filotas a complotat împotriva sa. L-a înjunghiat, în cursul unei orgii, pe unul din cei mai apropiați prieteni ai săi, Clitos care i-a negat paternitatea divina. Ce-i drept, Alexandru l-a jelit zilele următoare.
Iar megalomania lui recepționa: dincolo de Indus, armata s-a revoltat și l-a forțat să facă cale întoarsă.
Retragerea a fost acceptată de rege, însă pe drumul de întoarcere, mulți soldați macedoneni au murit de căldura toridă a deșertului Gedrossian. Mulți cred că a fost o pedeapsă din partea lui Alexandru. Nici acum nu se știe numărul exact al soldaților care au murit pe drumul de întoarcere.
Între timp, la Babilon, prietenul său de-o viață, Hefaiston a fost răpus de febra tifoidă, iar Alexandru, care era foarte mâniat, a poruncit crucificarea medicului său.
Nu mai exista nici un consens în jurul persoanei sale. Consuma foarte mult alcool, iar numeroasele campanii îndelungate i-au periclitat sănătatea. Pe de altă parte, a amânat foarte mult momentul conceperii unui urmaș, astfel încât, epuizat de acest stil de viață, a fost răpus de febră și a murit la numai 32 de ani, fără să numească un moștenitor. El a murit în timpul unei petreceri (probabil de friguri, ori fusese otrăvit); planificase o campanie de cucerire în Arabia la primăvară, ulterior se gândea și la o posibilă invazie asupra Cartaginei și Siciliei. La moartea lui, imperiul a intrat, timp de 2 secole, în război civil. Însă amprenta culturală și administrativă lăsată asupra țărilor riverane ale Mediteranei orientale urma să dea naștere unei strălucite civilizații elenistice care a supraviețuit chiar și cuceririi romane.

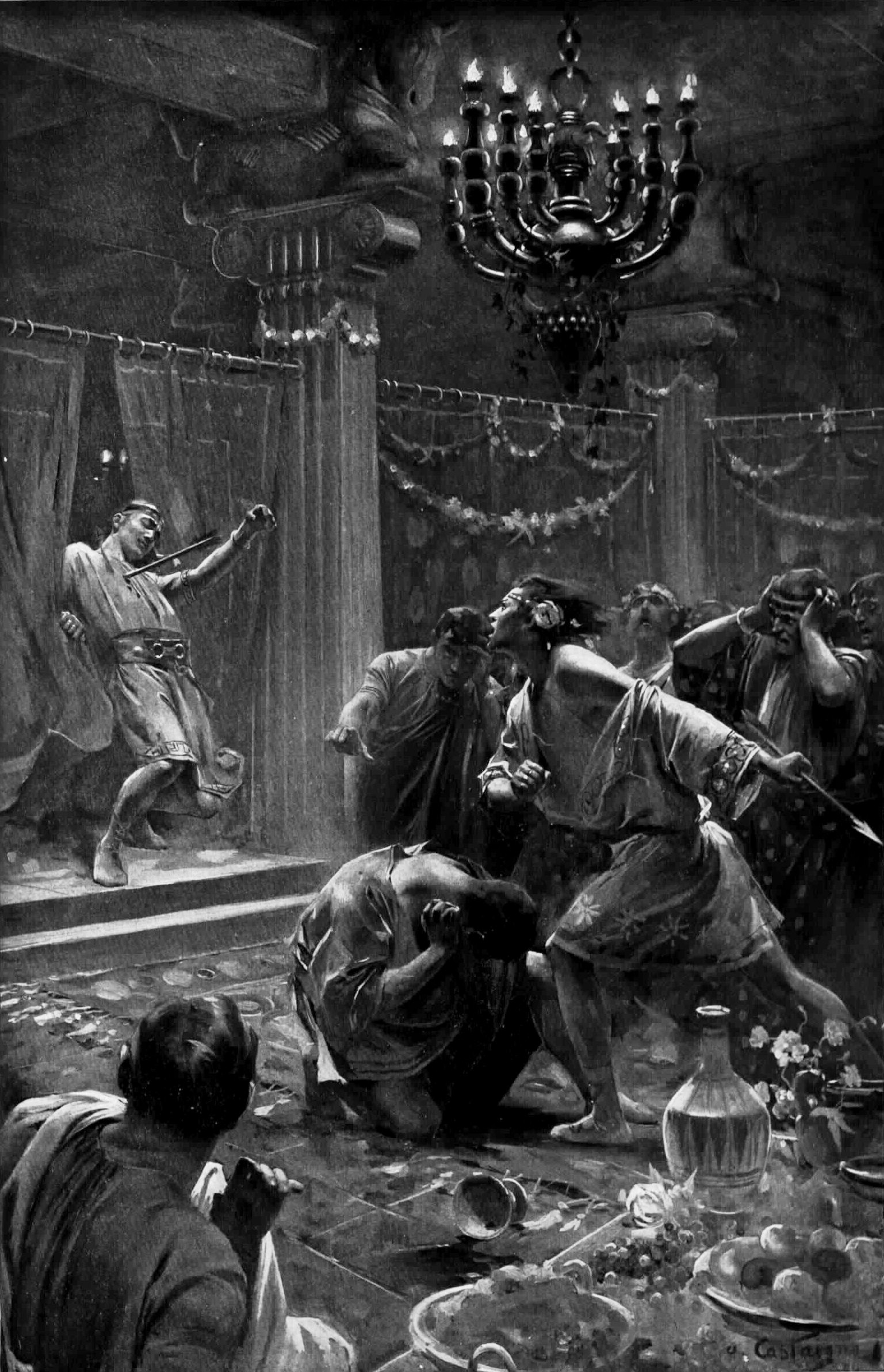
Uciderea lui Clitos

## Moartea

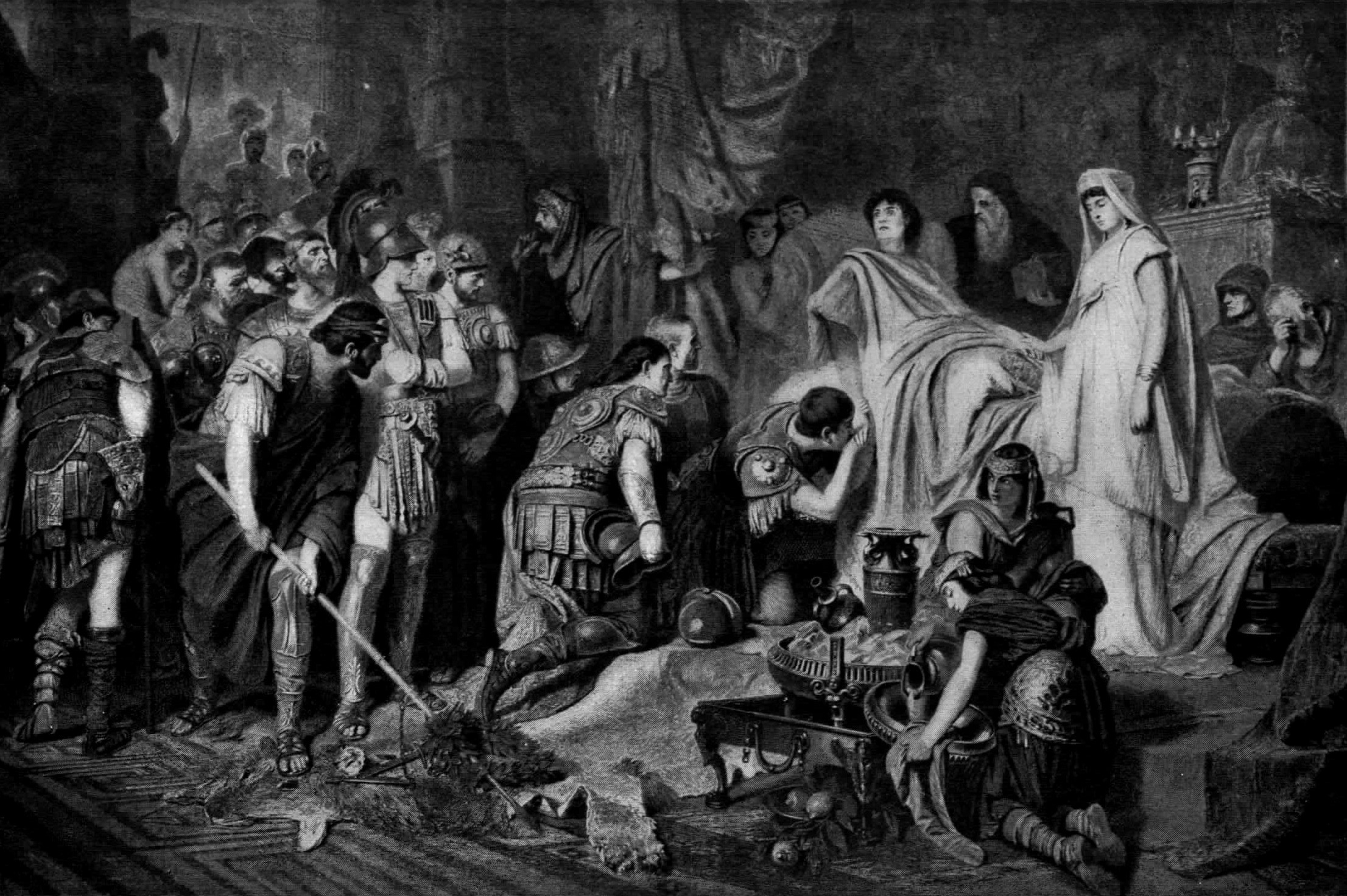
Moartea lui Alexandru cel Mare

Alexandru cel Mare, Rege al Macedoniei și conducătorul unui imperiu enorm, care se întindea de la marginea Chinei, până în Egipt și Europa, a murit pe 10 iunie 323 î.Hr., la vârsta de 32 de ani, din cauza malariei (conform opiniei unora) sau a fost otrăvit (conform altora).
Misterul morții celui mai mare cuceritor al antichității nu a fost nici acum dezlegat. Se spune că a murit la puțin timp de la pierderea prietenului său drag din copilărie, Hefaiston (care a murit de febră tifoidă, ce a contactat-o în campania din India). La sfârșitul lunii mai, Alexandru cel Mare ținea un mare ospăț și orgie la Medius, unul dintre efebiții săi favoriți, pe 3 iunie. După ce băuse vin din cupa de 12 litri a lui Hercule, a strigat de durere și s-a prăbușit și a fost cuprins de febră. Cu câteva zile înainte, navigând pe Eufrat, își pierduse diadema luată de o pală de vânt. Un vâslaș a sărit după ea în apă și, ca să înoate mai ușor înapoi, și-a pus diadema pe cap. Gestul a fost interpretat ca un semn rău, care prevestea că imperiul avea să-și schimbe stăpânul. Starea regelui s-a înrăutățit rapid. Pe 10 iunie își pierdu cunoștința. Timp de 10 zile s-a aflat în agonie la pat, înconjurat de generalii săi care doreau să afle care dintre ei va fi numit moștenitorul marelui Imperiu ce se întindea din Grecia spre India. Alexandru cel Mare suferea de febră cu temperatură ridicată, avea stări de vomă, regurgita sânge, suferea de friguri, ochii erau înroșiți, avea dureri abdominale acute, dureri de spate, momente de delir și, în final, paralizie. Când mama lui Darius a văzut starea gravă în care se afla regele s-a întors către un perete și a murit prin înfometare. Doctorii făceau tot ce puteau ca să-l salveze. Însă a fost în zadar. În seara zilei de 13 iunie, inima a încetat să-i mai bată.
Ca întotdeauna în cazul morții subite a unui suveran, s-a vorbit de otrăvire. Crima ar fi fost plănuită de Antipater, locotenentul lui Alexandru, și înfăptuită de fiul acestuia, Iolaus, care era paharnicul regelui. Băutura mortală ar fi fost apa înghețată luată din izvorul râului Styx, din Arcadia. Apa era pusă într-o copită de măgar, de cal sau catâr, căci orice alt vas din lut, fier sau bronz ar fi crăpat din pricina răcelii și acidității apei. Ipoteza otrăvirii, acceptată de îndată de mama lui Alexandru, Olimpia, i-a oferit bătrânei regine, veșnic pusă pe represalii, un motiv de răzbunare.
Dar adevărul pare să fi fost altul. Clima caldă a Babilonului în pragul verii, mlaștinile care înconjurau orașul, țânțarii: existau toate condițiile îmbolnăvirii de malarie. Alexandru delira deja când unul dintre generalii săi i-a pus întrebarea decisivă: cui îi lăsa imperiul? „Celui mai bun/puternic/vrednic/demn“, ar fi răspuns el. După alții, răspunsul ar fi fost: „Celui mai puternic“ sau: „Celui mai vrednic“, și, scoțându-și inelul, l-a pus pe degetul lui Perdiccas. Se poate bănui cine a născocit acest scenariu. Dar i se poate da crezare? Mărturiile oficiale atestă faptul că, începând cu 10 iunie, bolnavul, foarte slăbit, n-ar mai fi putut rosti cuvintele care i-au fost atribuite. Este însă o tactică bine știută că, în scopuri politice și pentru a influența opinia publică, să li se atribuie postum suveranilor aflați pe patul morții tot felul de cuvinte.
Sunt controverse legate de ultimele sale cuvinte, având dublă semnificație: "lui Caterus" (Krater'oi) sau celui mai puternic (Krat'eroi).

### Posibilele cauze ale unei morți naturale
- febra tifoidă luată de la Hefaiston, pe care l-a plâns timp de 4 zile după ce a murit, suficient timp pentru a fi contaminat
- malarie sau virusul West Nile: Alexandru cel Mare ar fi avut simptomele virusului West Nile, transmis de țânțarii din mediul tropical umed al Indiei sau ar fi fost contaminat de gripă aviară, contactată de la corbii din Babilon.  Arhivat în 22 mai 2013, la Wayback Machine.
- meningită
- o boală venerică: se speculează că boala venerică i-ar fi fost transmisă în urma orgiilor cu bărbați perși/macedoneni și femei persane, el fiind bisexual. Însă simptomele care le-a avut pe patul de moarte nu par să aparțină unei boli venerice
- excesul de alcool, epuizarea și oboseala din bătălii și campanii, nopțile nedormite care i-ar fi distrus ficatul. Potrivit scrierilor, după ce a băut vinul din cupa de 12 litri a lui Hercule, a strigat din cauza durerii de ficat.
- trecerea bruscă de la un mediu la altul, de la mediul și climatul mediteranean la cel arid și apoi la cel tropical (Grecia-Turcia-Egipt-Irak-Iran-India), care l-ar fi epuizat
- pancreatită acută
- o legendă spune că a făcut intoxicație atunci când a intrat în contact cu râul Styx din Grecia
- intoxicație alimentară sau exces de alcool
- intoxicație de la apa băută în India
- moarte psihologică: Alexandru ar fi fost devastat psihic de moartea lui Hefaiston și aceasta ar fi dus la scăderea imunității organismului

### Posibilul complot
Suspecți:
- Casandru: după moartea lui Alexandru, el i-a ucis familia: pe Roxana, soția sa și pe fiul acesteia, și apoi pe mama lui Alexandru, Olimpia
- Complotul Casandru-Antigoniu-Ptolemeu-Lisimach-Seleucos, generalii diadohi care au preluat puterea și au împărțit marele imperiu
- Roxana, soția lui Alexandru, care l-ar fi otrăvit pe acesta, cât și pe Hefaiston și pe Stateira, cea de-a doua soție a lui Alexandru, într-o criză de gelozie. Alexandru își iubea partenerul de viață, pe Hefaiston
- Eunucul său favorit, Bagoas, care era cel mai apropiat de rege, care l-ar fi otrăvit

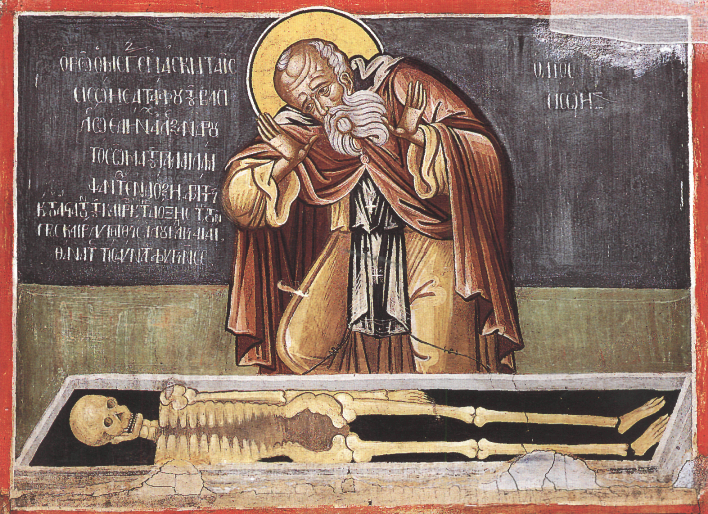
Sfântul Sisoe îl plânge pe Alexandru

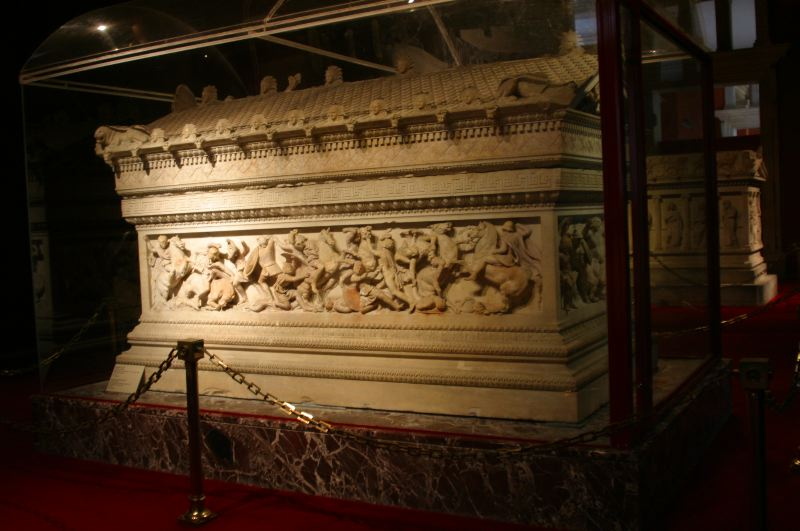
Sarcofagul

### Înmormântarea

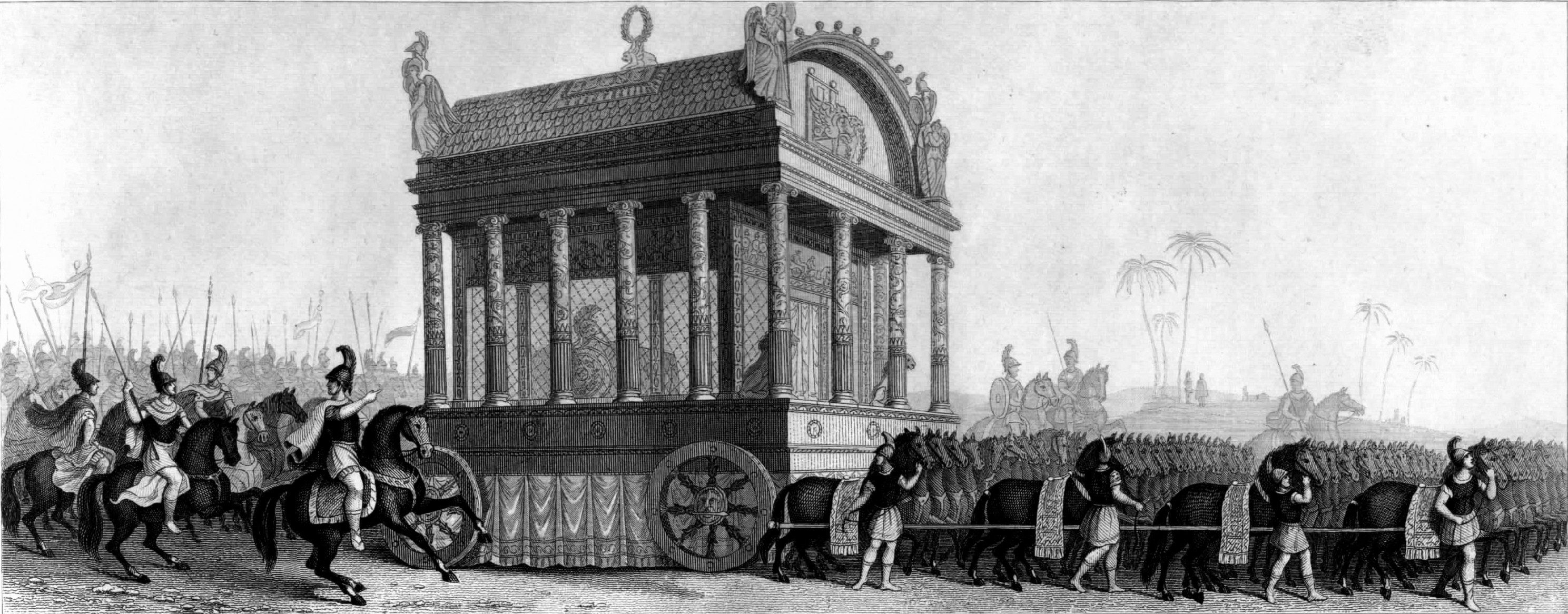
Funeraliile lui Alexandru, conform scrierilor lui Diodorus

Strabon, Plutarh și Pausanias, precum și alți autori antici, menționează că trupul său neînsuflețit ar fi fost înhumat la Alexandria, într-un mausoleu numit Soma, termen ce însemna, în greaca veche, „mormânt”. Un sarcofag de aur și o construcție grandioasă, menită să-l adăpostească pe eroul zeificat care unise lumea, au fost construite cu acest prilej.
Potrivit lui Diodorus Siculus, trupul a fost îmbălsămat și cufundat în miere, pentru a scăpa neatins de căldurile toropitoare ale deșertului și, după o călătorie de doi ani, convoiul funerar a sosit în sfârșit în Egipt. În fruntea convoiului se afla fratele nevolnic la minte al lui Alexandru, Filip Arhideus, pe care generalii macedoneni îl aleseseră succesor la tron. Care era destinația finală a convoiului este greu de spus. Unii susțin că ar fi fost oaza Siwah, unde oracolul lui Ammon confirmase, cu câțiva ani în urmă, originea divină a lui Alexandru.
Dar cel mai probabil este vorba de Alexandria egipteană, unde Ptolemeu Lagos susține ca ar fi fost înhumat, poate și pentru a împlini astfel profeția prezicătorului favorit al lui Alexandru, Aristander, ce spusese cândva „țara unde trupul lui va fi înmormântat va deveni cea mai prosperă din lume”.
Trupul neînsuflețit al regelui a fost așezat într-un sarcofag de aur, iar mai apoi într-o casetă mare, tot din aur. În drum spre monumentul funerar, Ptolemeu a deturnat convoiul funerar, ducând sarcofagul cu trupul regelui la Memphis, în Egipt. Succesorul acestuia, Ptolemeu al II-lea Filadelful, a mutat sarcofagul în Alexandria, unde va și rămâne vreme îndelungată. Ptolemeu al IX-lea Latiros, unul dintre succesorii lui Ptolemeu I, topește sarcofagul de aur pentru fabricarea de monede, așezând trupul regelui într-o casetă de sticlă. În cele din urmă, în anul 200, împăratul Septimius Sever a închis mormântul regelui pentru public.
Cert este că, atunci când procesiunea funerară a ajuns în Siria, o armată trimisă de generalul Perdicas a interceptat-o, căutând să fure trupul lui Alexandru, spre a-l duce la Aigai, în Macedonia. A avut loc o luptă, în urma căreia oastea lui Perdicas a fost înfrântă și convoiul și-a continuat drumul spre apus, ajungând în cele din urma la ținta finală a călătoriei, Alexandria.
Sfântul Sisoe, ucenic al Sfântului Antonie cel Mare, s-a oprit lângă mormântul lui Alexandru cel Mare. Privind spre osemintele celui care fusese până nu demult unul dintre cei mai mari cuceritori și împărați ai lumii, sfântul a început să cugete la zădărnicia vieții omenești, vărsând lacrimi pentru neajunsurile vieții.
În zilele noastre, mormântul și trupul cuceritorului par a fi pierdute pe veci. Imediat după oficializarea creștinismului, în secolul al IV-lea, nu a mai apărut nicio menționare a mormântului.

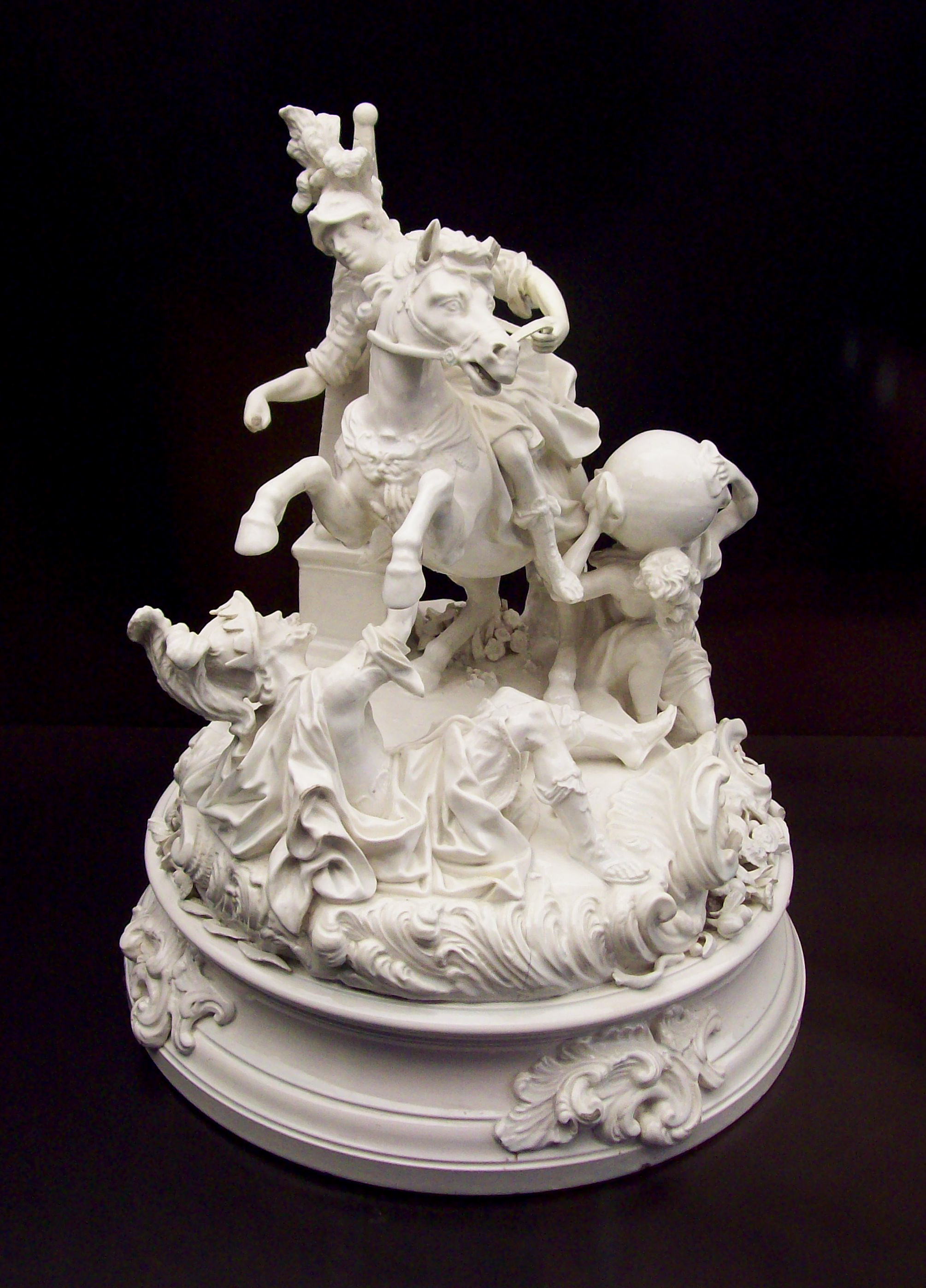
Alexandru încălecându-l pe Bucefal

## Alexandru cel Mare în diferite culturi
Realizările și domnia lui Alexandru cel Mare sunt prevestite și menționate în Biblie, în special în Cartea lui Daniel și Cartea Macabeilor.
	Și va ieși la iveală un rege viteaz și va stăpâni peste un regat puternic și va face numai ceea ce i se va părea bun.Iar când va fi în culmea puterii sale, regatul lui se va prăbuși și se va împărți după cele patru vânturi ale carului, fără ca să rămână urmașilor lui și nici să aibă putere întocmai ca mai înainte, că regatul lui va fi sfâșiat și se va împărți la alții decât la aceia din neamul lui.
(Daniel-Capitolul 11,vers.3-4)
Apoi m-am uitat din nou și iată o altă fiară, asemenea unui leopard, având pe spate patru aripi de pasăre; și fiara avea patru capete, și i s-a dat putere.
(Daniel-Capitolul 7,vers.6)
* Și m-am uitat în vedenie și, când priveam, parcă eram în capitala Suza, care este în țara Elamului și, stând cu privirea ațintită, eram pe fluviul Ulai.
* 	Și am ridicat ochii mei și m-am uitat și iată un berbec cu două coarne stând în picioare în fața fluviului și coarnele lui erau lungi, iar unul mai lung decât celălalt și cel mai lung creștea cel din urmă.
* 	Am văzut berbecul lovind cu coarnele la apus, la miazănoapte și la miazăzi și nici o fiară nu-i putea sta împotrivă și nimeni nu scăpa de asuprirea lui. El făcea ce voia și creștea.
* 	Și m-am uitat cu luare aminte și iată un țap venea de la apus pe deasupra feței pământului, fără ca să-l atingă. Și țapul avea un corn între ochi, care corn se putea zări.
* 	și a venit până la berbecul cel cu două coarne pe care l-am văzut stând în fața fluviului și s-a năpustit spre el cu toată tăria puterii lui.
* 	Și l-am văzut cum s-a apropiat de berbec, s-a întărâtat împotriva lui și a lovit berbecul și i-a sfărâmat cele două coarne, iar berbecul nu mai avea putere să i se împotrivească; și l-a aruncat la pământ și l-a călcat în picioare și nimeni n-a scăpat pe berbec.
* 	Și țapul a crescut foarte și când a ajuns puternic, cornul cel mare s-a sfărâmat și am zărit patru coarne crescând în locul lor, spre cele patru vânturi ale cerului.
(Daniel-Capitolul 8,vers.2-8)
* apoi un al treilea regat de aramă, care va stăpâni peste tot pământul.
(Daniel-Capitolul 2,vers.39)
# 	După ce s-a luptat Alexandru Macedon, fiul lui Filip, care a ieșit din țara Chitim și a bătut pe Darie, regele Perșilor și al Mezilor, a domnit în locul lui, fiind cel dintâi împărat de neam grecesc.
# 	Și a făcut războaie multe, a biruit multe cetăți și a nimicit pe regii pământului.
# 	Și a trecut până la marginile pământului, a luat prăzi de la neamuri multe și a fost supus pământul înaintea lui.
# 	Și s-a înălțat și s-a ridicat inima lui și a adunat putere și oștire foarte tare.
# 	Și a stăpânit țări și neamuri și tirani și i-au fost lui birnici.
# 	Și după aceasta a căzut la pat și a înțeles că i se apropie moartea.
# 	Atunci a chemat slugile sale cele cinstite, care erau cu sine, crescuți din tinerețe, și le-a împărțit regatul său, încă fiind viu.
# 	Și a domnit Alexandru timp de doisprezece ani, și a murit.
# 	Și au stăpânit slugile lui fiecare la locul său.
# 	Și au pus toți steme după ce a murit el, și fiii lor după dânșii ani mulți, și s-au înmulțit răutățile pe pământ.
(Cartea întâi a macabeilor-Capitolul 1,vers.1-10)
Alte referiri la el apar și în Zoroastrism, ca Arda Wiraz Nāmag ca "Alexandru blestemat" sau Guzastag, ca urmare a cuceririi sale a Imperiului persan și distrugerea capitalei Persepolis și este acuzat de distrugerea templelor și arderea textelor sacre zoroastrice. El este, de asemenea, cunoscut ca Eskandar-e Maqduni (Alexander din Macedonia), în persană, al-Iskandar Al-Makduni Al- Yunani, în arabă, אלכסנדר מוקדון, Alexander Mokdon în ebraică, și Tre-Qarnayia în aramaică (cel cu două coarne, aparent din cauza unei imagini bătute pe monede în timpul domniei sale, care aparent îl înfățișează cu cele două coarne de berbec ale zeului egiptean Amon).
În Egipt, Alexandru a fost portretizat ca fiul lui Nectanebo al II-lea, ultimul faraon înainte de cucerirea persană.
În Coran, el a fost o figură eroică, care a construit un zid de apărare împotriva popoarelor Gog și Magog. El a călătorit apoi în lumea cunoscută în căutarea fântânii tinereții, în cele din urmă devenind un profet. De remarcat este faptul că Bucefal, calul său favorit, a fost numit Ducipal, care înseamnă "cap de taur", făcând aluzie la forma unui taur cu coarne în frunte.
În India și Pakistan, mai precis Punjab, este cunoscut sub numele de "Sikandar", derivat din persană.
În Europa medievală a fost inclus în categoria celor " Nouă vrednici" , un grup de eroi care au toate calitățile ideale ale cavalerismului.
În Shahnameh, Alexandru este descris ca un copil de rege persan, dar care a fost adoptat de regele macedonean, Filip.
Însă, conform lui Dante Alighieri, la Cântul 12 din Infernul, Alexandru cel Mare a ajuns în cea mai adâncă parte a râului de sânge, Cercul al șaptelea al iadului, așezat alături de cei mai mari ucigași ai istoriei.

## Oamenii lui Alexandru

### Generalii
- Admetus din Macedon
- Aeschylus din Rhodos
- Alcetas
- Alexander Lyncestis
- Amyntas (Nicolaus)
- Antigenes
- Antigonus I Monophthalmus
- Antigonos (Callas)
- Antipater
- Archon din Pella
- Ariston Macedon
- Ariston din Paionia
- Aristonous din Pella
- Arrhidaeus
- Arybbas (somatophylax)
- Asander
- Asclepiodorus din Macedon
- Attalus (Andromenes)
- Cleitus cel Negru
- Calas (general)
- Caranus (hetairos)
- Chares Mytilene
- Cleander Macedon
- Cleitus cel Alb
- Coenus (general)
- Coeranus Beroea
- Craterus
- Demaratus (hetairos)
- Demonicus din Pella
- Dimnus
- Docimus
- Eudemus (general)
- Eumenes
- Eurybotas
- Hegelochus Macedon
- Hephaestion-Somatophylakes
- Langarus
- Laomedon din Mytilene
- Leonnatus
- Amyntas (Andromenes)
- Menander (general)
- Menes din Pella
- Neoptolemus (general)
- Ophellas
- Panegorus
- Pantordanus
- Parmenion
- Peithon
- Peithon ( Agenor)
- Perdiccas
- Peucestas
- Pharnuches din Lycia
- Philip ( Machatas)
- Philotas
- Philotas (satrap)
- Philoxenus (general)
- Polemon ( Andromenes)
- Polydamas Macedon
- Polyperchon
- Proteas Macedon
- Ptolemeu (Seleucus)
- Ptolemeu (Philip)
- Ptolemeu I Soter
- Seleucus I Nicator
- Sibyrtius
- Simmias of Macedon
- Sitalces II
- Stasanor
- Timanthes din Pella
- Tlepolemus (general)
- Zopyrion

### Satrapii
- Ada din Kaira
- Amyntas (Nicolaus)
- Andragoras
- Antigenes (general)
- Antigonus I Monophthalmus
- Archon din Pella
- Asander
- Atropates
- Calas (general)
- Cleomenes din Naucratis
- Cleitus cel Alb
- Eumenes
- Laomedon din Mytilene
- Lysimachus
- Menander (general)
- Mithrenes
- Nearchus
- Neoptolemus (general)
- Nicanor (satrap)
- Oxyartes
- Peithon
- Peithon (Agenor)
- Peucestas
- Philip (satrap)
- Philip (son of Machatas)
- Philotas (satrap)
- Philoxenus (general)
- Phrataphernes
- Regele Porus
- Ptolemeu I Soter
- Seleucus I Nicator
- Sibyrtius
- Stasanor
- Taxiles
- Tlepolemus (general)

## Împărțirea imperiului
Celui mai puternic (Krat'eroi). În acești termeni sibilinici și-a desemnat Alexandru cel Mare succesorul pe patul de moarte. Fiecare din generalii săi putea crede că acest calificativ se referea la el. Imediat, imperiul a fost împărțit în regiuni conduse de diadohi său urmași care, după ce s-au luptat între ei peste 40 de ani (323 î.Hr.-281 î.Hr.), și-au împărțit, în cele din urmă, imperiul său:
- Teritoriile din vest (Mesopotamia și Persia) au fost obținute de către Seleucizi, aceștia formând Imperiul Seleucid;
- Macedonia a fost obținută de către Antigonizi;
- Egiptul a fost obținut de către Ptolemei, astfel formându-se Egiptul Ptolemeic;
- Asia Mica a fost obținută de către Attalizi.
- Posesiunile indiene au fost pierdute.

Astfel, profeția biblică din Daniel 8 cu privire la Imperiul Macedonean s-a împlinit ad-litteram.
În traducere numele Alexandru înseamnă „apărătorul omului”. Marele vis a lui Alexandru cel Mare era să unească Grecia și să distrugă Imperiul Persan, care era cel mai mare pericol pentru orașele-stat din Grecia.

## In memoriam

### Orașe care îi poartă numele
- Alexandria, Egipt
- Asiana Alexandria, Iran
- Alexandria în Ariana, Afganistan
- Alexandria din Caucaz, Afganistan
- Alexandria Oxus, Afganistan
- Alexandria a Arachosians, Afganistan
- Alexandria Indus, Pakistan
- Bucephalous Alexandria, Pakistan
- Alexandria Eschate („mai departe”), Tadjikistan
- Iskenderun (Alexandretta), Turcia
- Kandahar (Alexandropolis), Afganistan
- Iskandariya (Alexandria), Irak

### Alte onoruri
Moneda națională a Albaniei, Lek, a primit numele în onoarea lui Alexandru cel Mare, în albaneză Lekës së Madh / Leka i Madh, unde Lek este numele albanez corespunzător  numelui Alexandru.

## Galerie de imagini

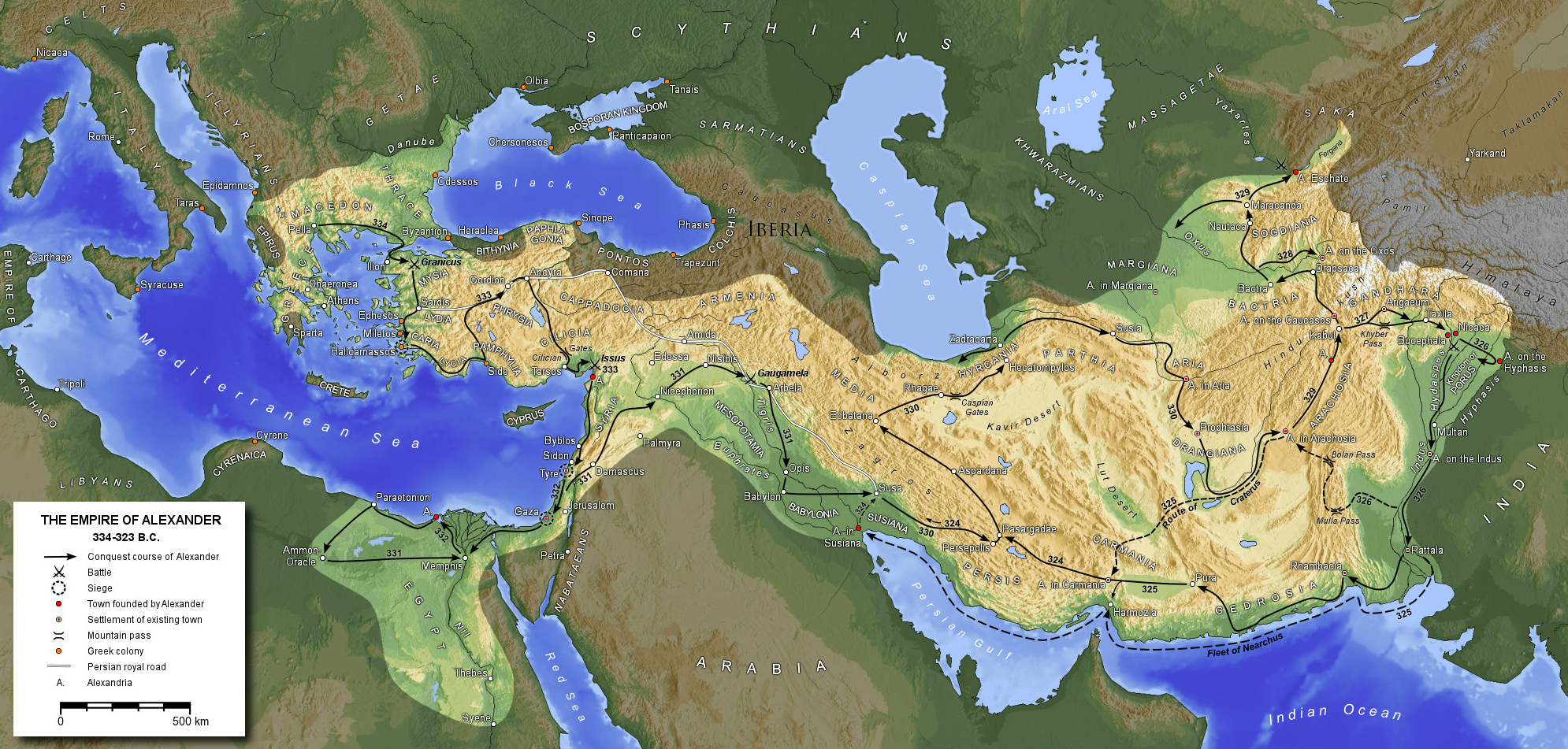
Imperiul lui Alexandru cel Mare la maxima sa întindere

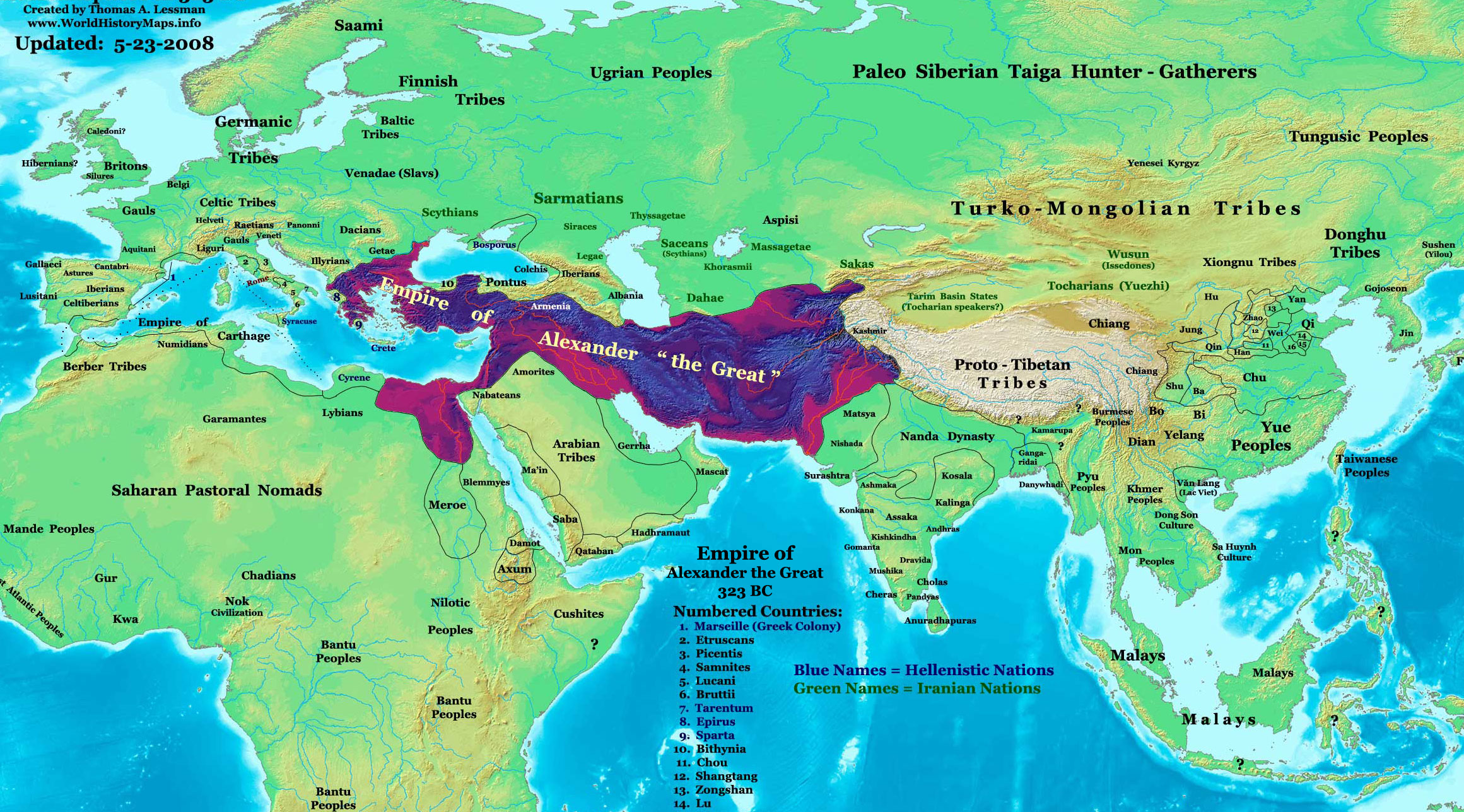
Imperiul lui Alexandru cel Mare la nivel global

Bătălia de la Chaeronea
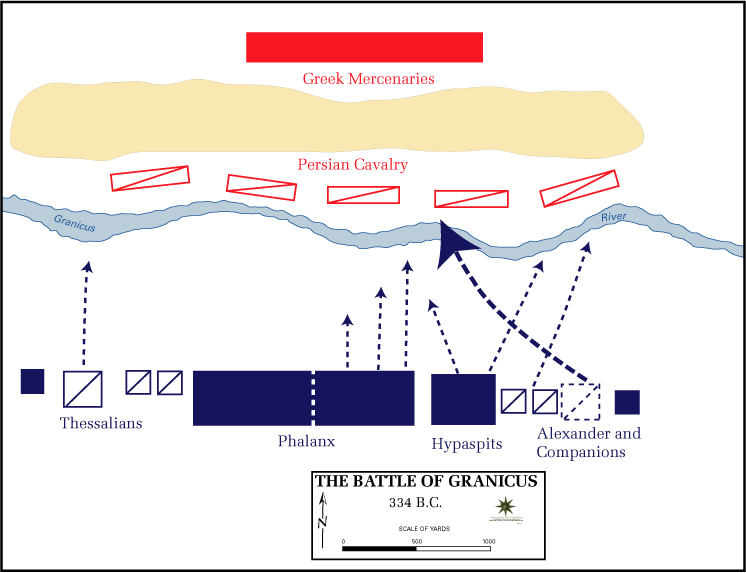
Bătălia de la Granicus
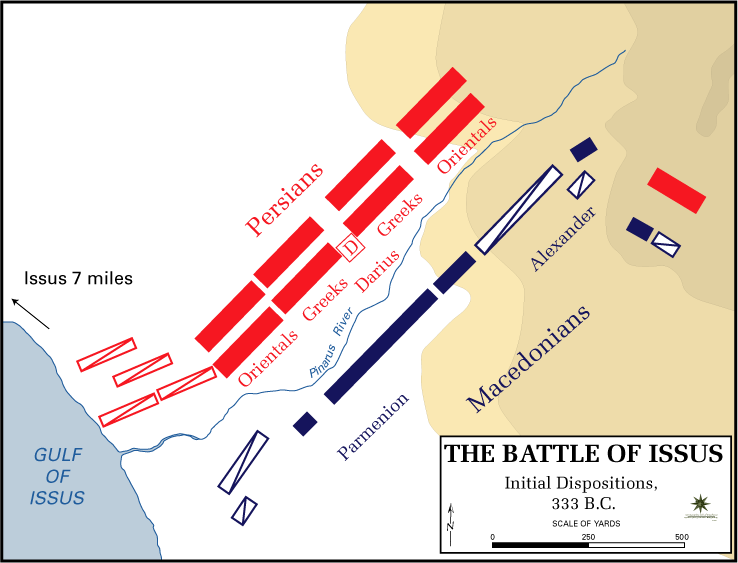
Bătălia de la Issus
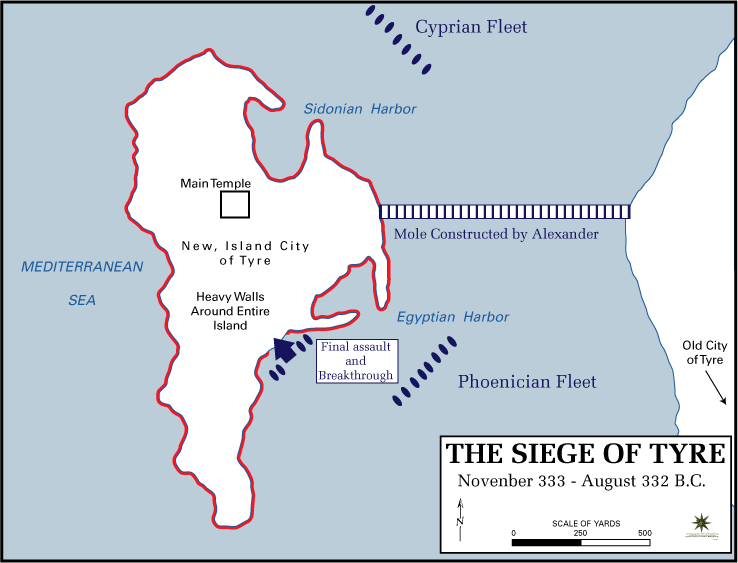
Asediul Tyrului
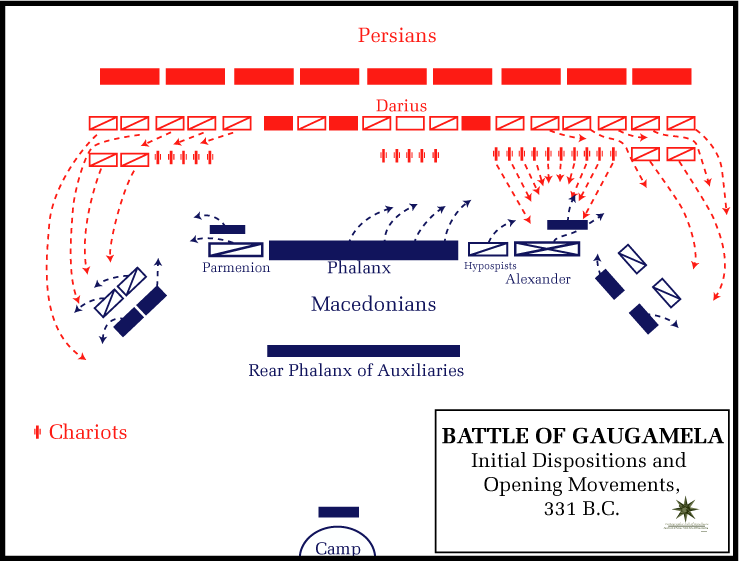
Bătălia de la Gaugamela - faza inițială
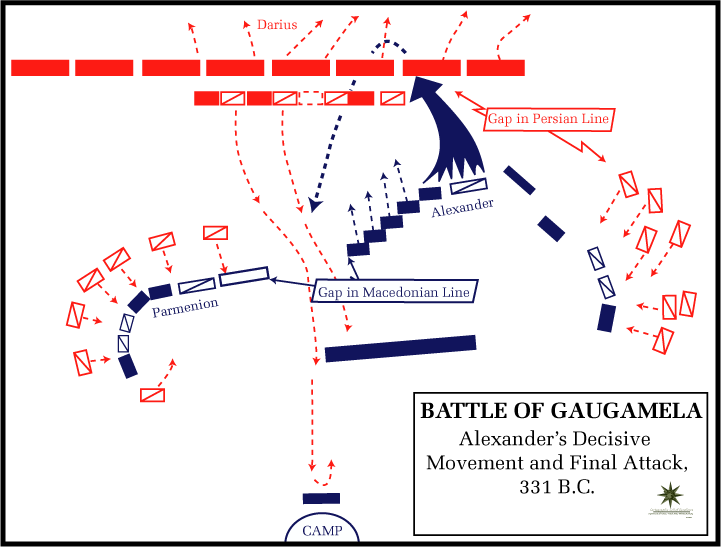
Bătălia de la Gaugamela - faza decisivă
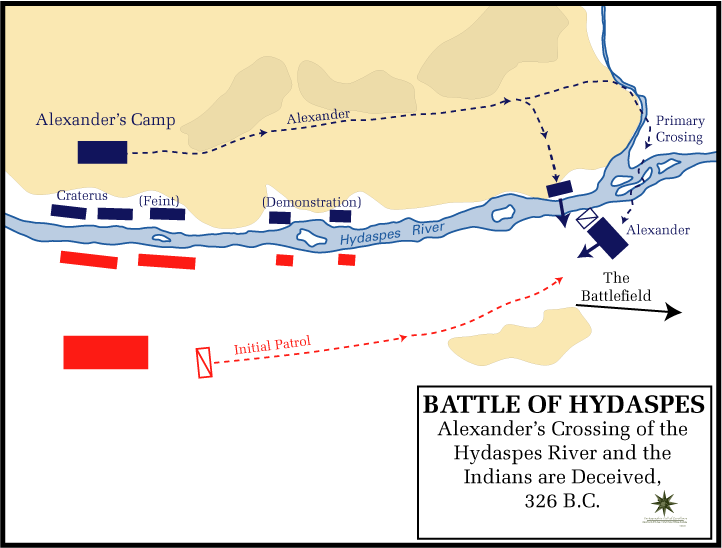
Bătălia de la Hydaspes - traversarea râului
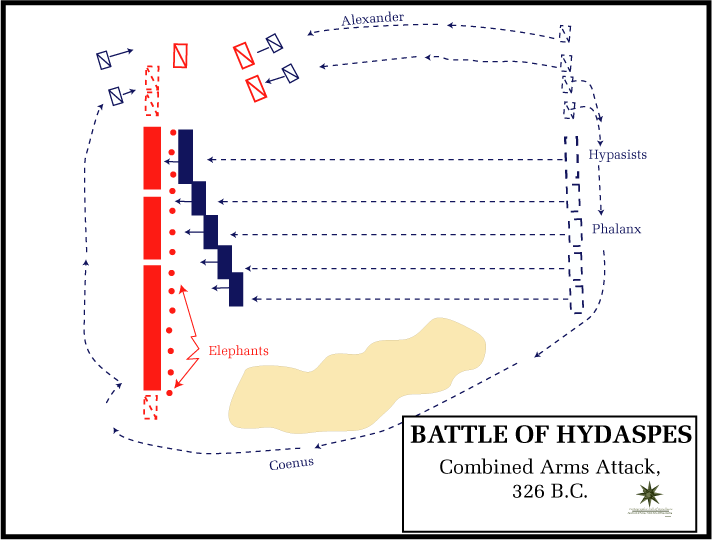
Bătălia de la Hydaspes - atacul decisiv
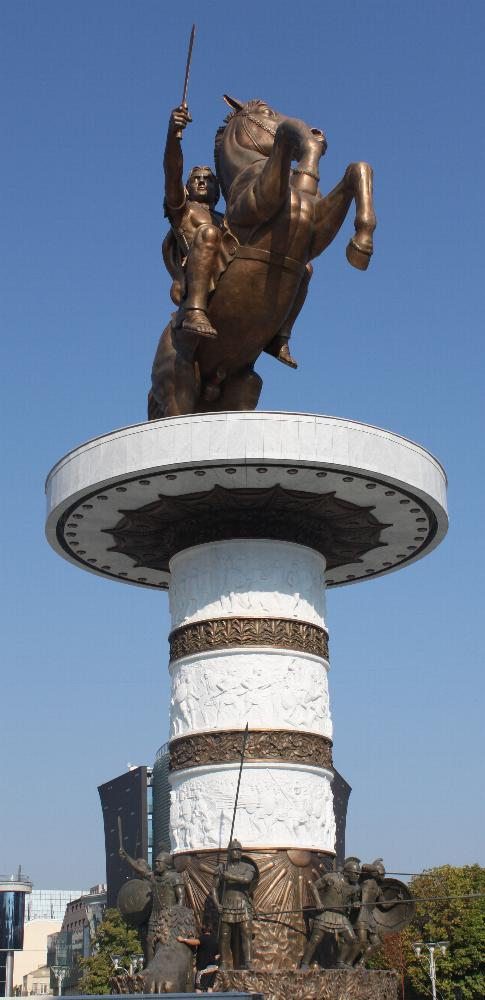
Statuia lui Alexandru cel Mare din Skopje
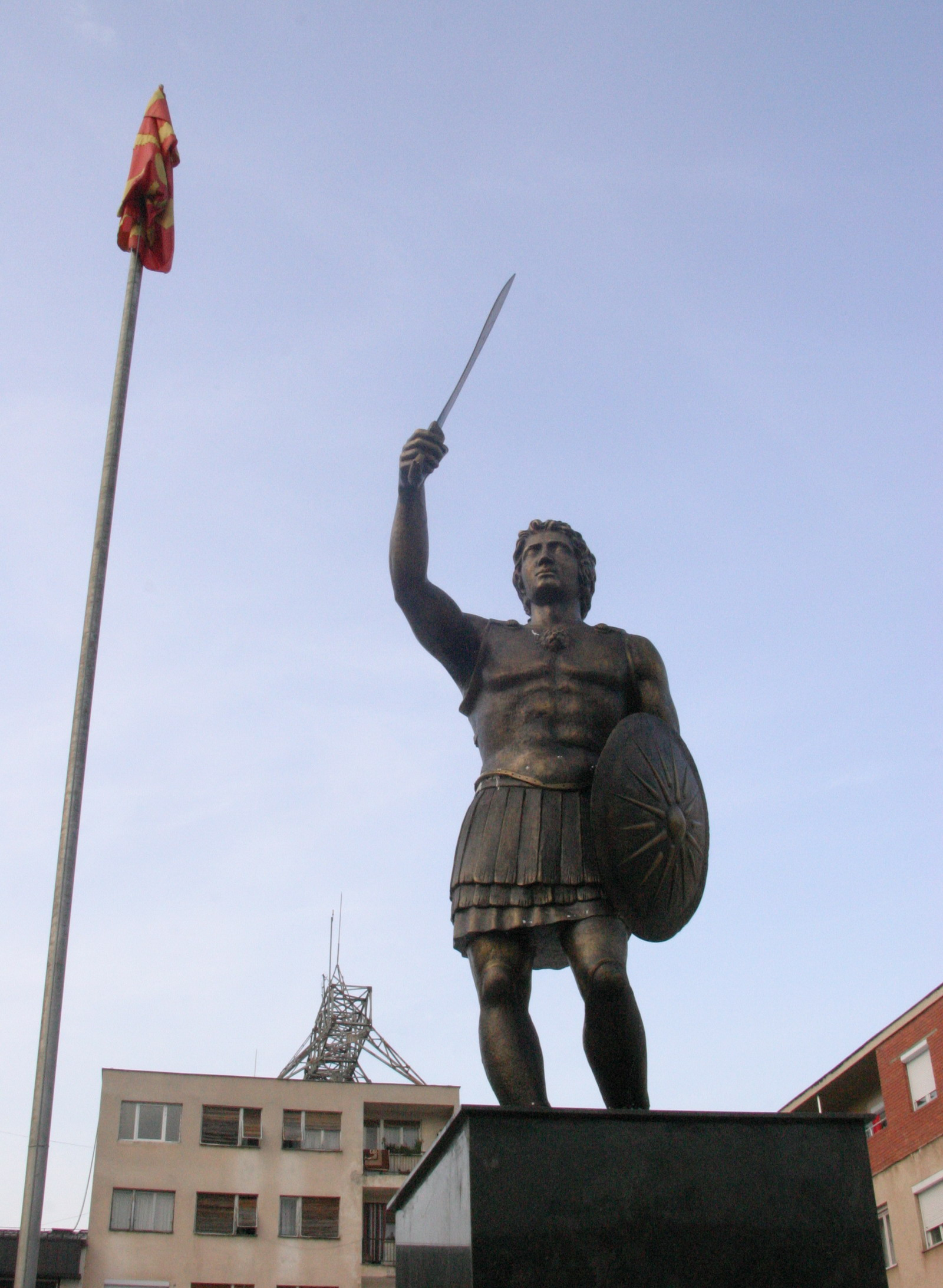
Statuia lui Alexandru cel Mare din Štip